# Thú biển

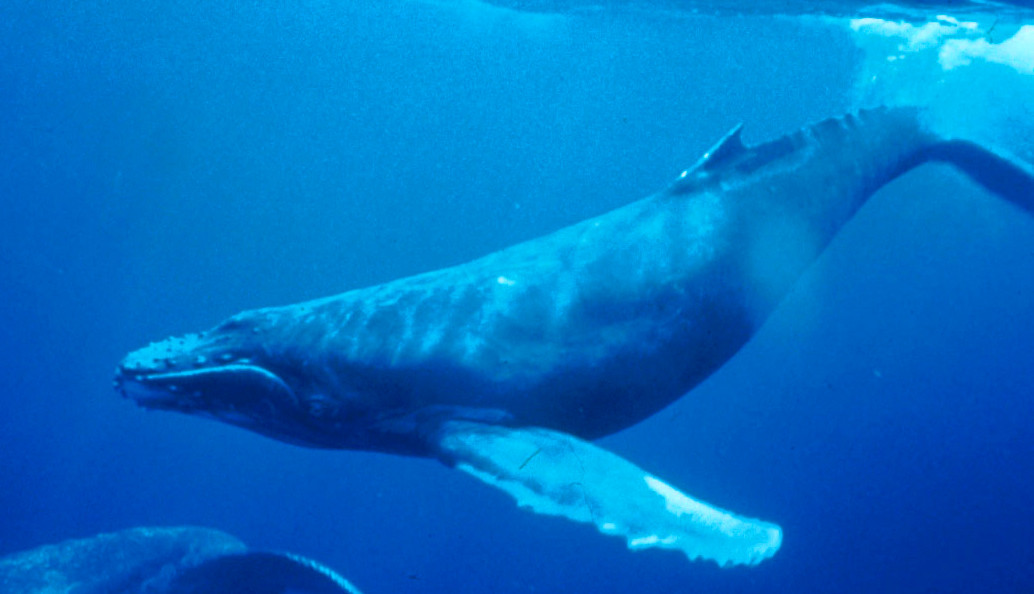
Cá voi lưng gù (Megaptera novaeangliae)

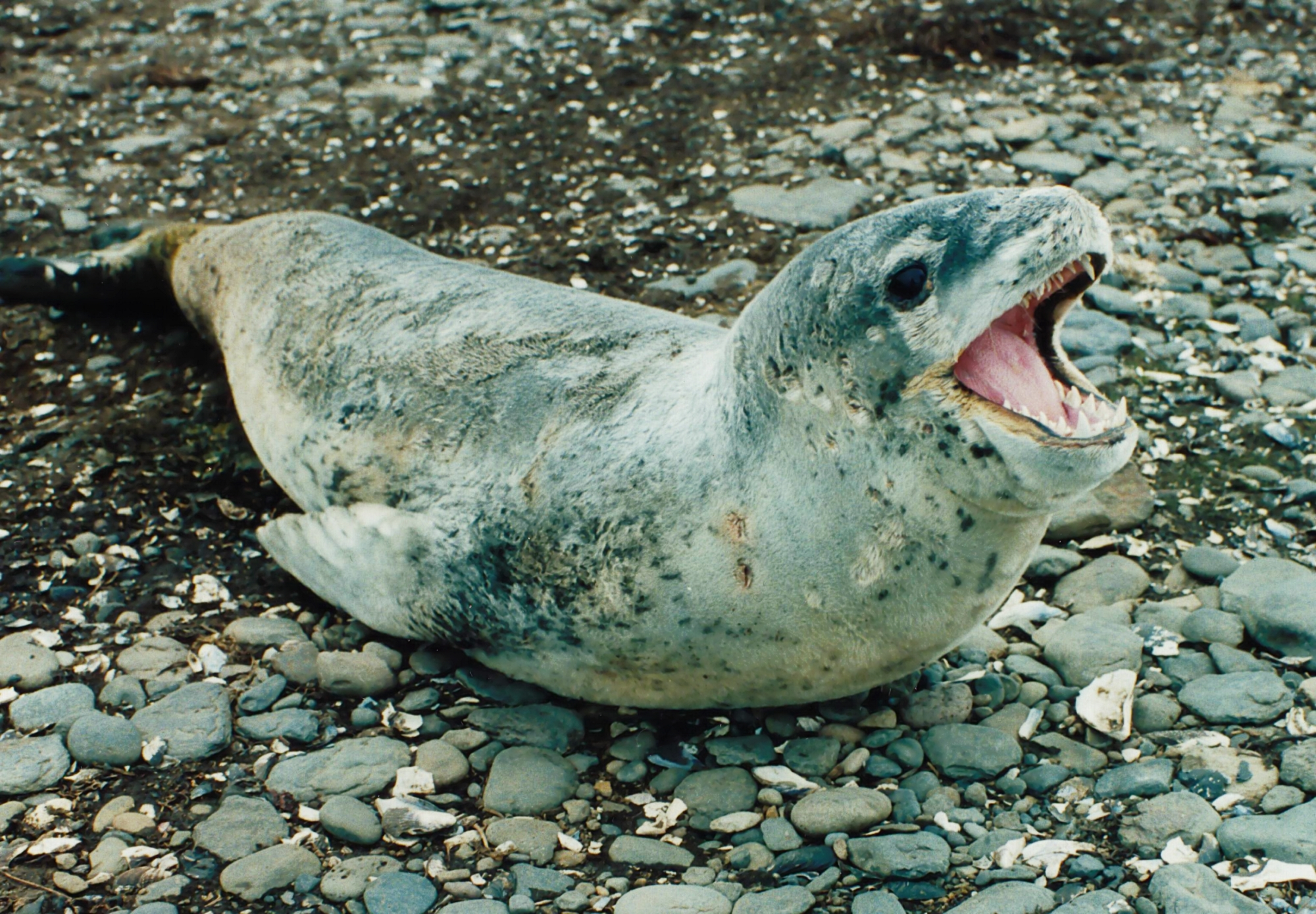
Hải cẩu báo (Hydrurga leptonyx)

Thú biển hay động vật có vú biển là các loài thú (động vật có vú) sống dựa vào đại dương và các hệ sinh thái biển khác để tồn tại, chúng là các loài thú có sống phụ thuộc vào môi trường biển. Chúng bao gồm các động vật như hải cẩu, cá voi, bò biển, lợn biển, rái cá biển và gấu Bắc Cực. Chúng không đại diện cho một nhóm phân loại hoặc phân nhóm có hệ thống, nhưng có quan hệ đa dạng do sự tiến hóa hội tụ, và chúng không hề có tổ tiên chung. Chúng cũng được thống nhất bởi sự phụ thuộc vào môi trường biển để cung cấp nguồn thức ăn hay chỗ trú ẩn của chúng.

## Đặc điểm

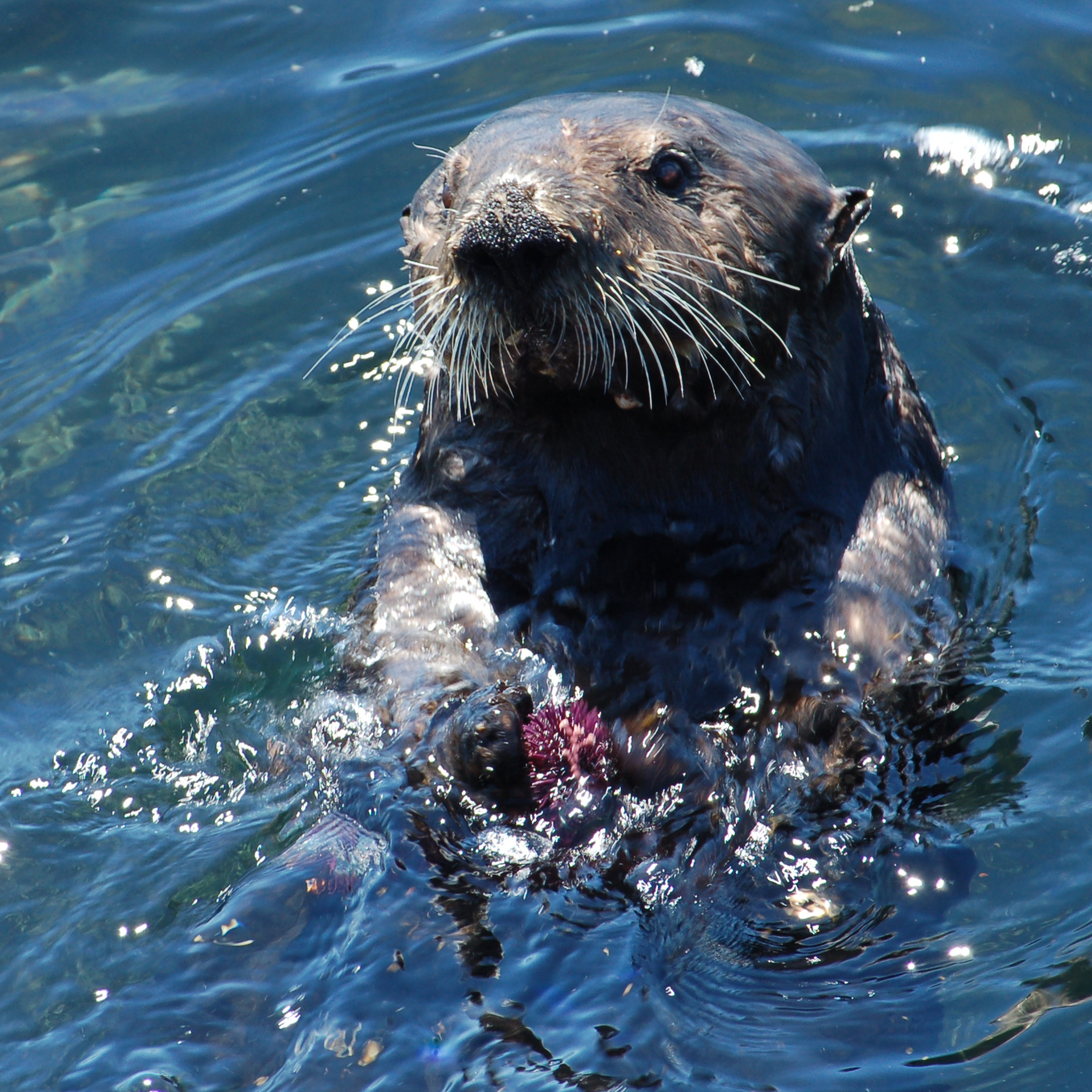
Một con rái cá biển đang ăn cầu gai

Thú biển phù hợp với lối sống dưới nước rất khác nhau giữa các loài. Cả hai loài thuộc bộ cá voi (cetacean) gồm các loài cá voi, cá heo và họ hàng của chúng và bộ bò biển (sireni) đều có nguồn gốc thủy sinh và do đó là những cư dân sống trong môi trường nước (đại dương) bắt buộc, chúng không thể sống được trên cạn, không thở được trên cạn. Các loài hải cẩu và các loài sư tử biển là những loài thú biển lưỡng cư, chúng dành phần lớn thời gian của chúng để bơi lội và kiếm ăn trong môi trường nước, nhưng cần phải quay trở lại đất liền để thực hiện các hoạt động quan trọng như giao phối, sinh sản và thay lông. Ngược lại, cả các loài rái cá biển và gấu Bắc Cực ít thích nghi hơn với sinh vật dưới nước.
Chế độ ăn uống của chúng thì khác nhau đáng kể giữa các loài thú biển. Một số có thể ăn động vật phù du ở biển, những loài khác có thể ăn các loài cá, mực, sò ốc, cỏ biển và một số ít có thể ăn các động vật có vú khác. Mặc dù số lượng động vật có vú biển thấp so với những loài thú trên cạn, nhưng vai trò của chúng trong các hệ sinh thái khác nhau rất lớn, đặc biệt liên quan đến việc duy trì các hệ sinh thái biển khỏe mạnh, thông qua các quy trình bao gồm việc điều chỉnh, kiểm soát các quần thể con mồi. Vai trò này trong việc duy trì các hệ sinh thái làm chúng trở nên đặc biệt quan tâm vì 23% loài động vật có vú biển đang bị đe doạ.
Động vật có vú biển được những người thổ dân bản địa bắt đầu săn tìm cho nguồn thực phẩm và các nguồn sản phẩm khác. Nhiều loài thú biển cũng là mục tiêu cho ngành công nghiệp thương mại, dẫn đến sự suy giảm mạnh mẽ của tất cả các quần thể loài bị khai thác, như cá voi và hải cẩu. Săn bắt thương mại dẫn đến sự tuyệt chủng của con bò biển Steller và hải cẩu thầy tu Caribe, chúng đã hoàn toàn biến mất trên trái đất này. Sau khi săn bắt thương mại kết thúc, một số loài, như cá voi xám và hải tượng phương bắc đã hồi phục về số lượng, ngược lại, các loài khác, chẳng hạn như cá voi trơn Bắc Đại Tây Dương hiện nay đang bị đe dọa nghiêm trọng.
Khác với việc săn bắn, động vật có vú biển có thể bị giết chết như là đánh bắt cá, nơi chúng bị vướng vào lưới cố định và bị chết đuối hoặc chết đói. Tăng lượng giao thông đường biển gây ra va chạm giữa các tàu biển nhanh và động vật có vú biển lớn. Việc suy thoái môi trường sống cũng đe doạ các loài động vật có vú biển và khả năng tìm kiếm và đánh bắt thức ăn. Ví dụ, ô nhiễm tiếng ồn có thể ảnh hưởng xấu tới các động vật có vú giao tiếp bằng âm thanh, định vị đường di chuyển, và các tác động đang diễn ra của môi trường nóng lên toàn cầu đang làm giảm các môi trường Bắc cực.

## Phân loại

### Phân loại các loài còn tồn tại
- Bộ Cetartiodactyla[2]
  - Siêu bộ Whippomorpha
    - Họ Balaenidae gồm 02 chi và 04 loài
    - Họ Cetotheriidae gồm 01 loài
    - Họ Balaenopteridae gồm 02 chi và 08 loài
    - Họ Eschrichtiidae (cá voi xám) gồm 01 loài
    - Họ Physeteridae gồm 01 loài
    - Họ Kogiidae gồm 01 chi và 02 loài
    - Họ Monodontidae gồm 02 chi và 02 loài
    - Họ Ziphiidae gồm 06 chi và 21 loài
    - Họ Delphinidae (cá heo đại dương) gồm 17 chi và 38 loài
    - Họ Phocoenidae gồm 02 chi và 07 loài
- Bộ Sirenia (bò biển)[2]
  - Phân bộ Cynodontia
    - Họ Trichechidae gồm 02 loài
    - Họ Dugongidae (dugong), gồm 01 loài
- Bộ Carnivora thú ăn thịt[2]
  - Phân bộ Caniformia
    - Họ Mustelidae (chồn) gồm 03 loài
    - Họ Ursidae gấu), gồm 01 loài

  - Phân bộ Pinnipedia (sư tử biển, hải tượng, hải cẩu biển)
    - Họ Otariidae (hải cẩu có tai) gồm 07 chi và 15 loài
    - Họ Odobenidae gồm 01 loài
    - Họ Phocidae (hải cẩu không tai), gồm 14 chi và 18 loài

Thuật ngữ "thú biển" gồm tất cả các loài động vật có vú phụ thuộc hoàn toàn hoặc gần như hoàn toàn vào đại dương để sống sót, chúng cũng tiến hóa một số đặc điểm thủy sinh chuyên biệt. Bên cạnh đó, một số loài thú khác phụ thuộc rất nhiều vào biển nhưng không có đặc điểm giải phẫu chuyên biệt (quasi-marine mammals) nên không tính vào, ví dụ: dơi Noctilio leporinus, dơi Myotis vivesi , cáo tuyết Vulpes lagopus thường kiếm miếng mồi bị gấu Bắc Cực giết, quần thể sói xám ven biển Canis lupus chủ yếu ăn cá hồi và xác động vật biển, cừu Ronaldsay Ovis aries ăn rong biển ngoài mùa sinh sản, rái cá Lutra lutra thường thấy ở vùng nước ngọt nhưng có thể xuất hiện dọc bờ biển Scotland,... cùng những loài khác.

### Tiến hóa

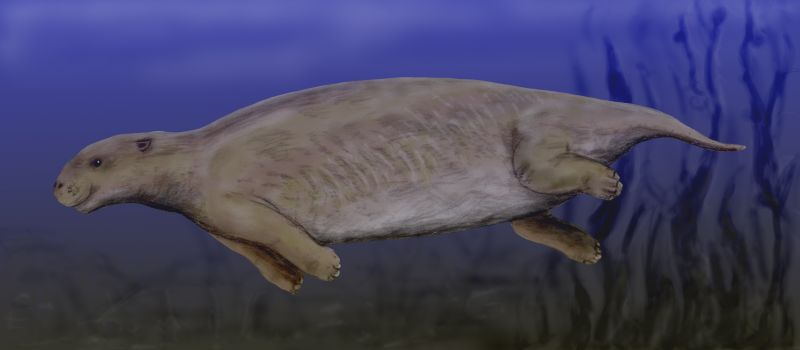
Hình minh họa phục chế bò biển †Prorastomus đầu tiên (40 mya)

Thú biển là một nhóm đa dạng gồm 129 loài tồn tại dựa vào đại dương. Thú biển là nhóm phân loại không chính thức với đặc trưng các loài phụ thuộc vào môi trường biển để kiếm ăn. Bất chấp hình thái giải phẫu đa dạng giữa các loài trong nhóm, cải thiện hiệu quả kiếm ăn là động lực tiến hóa chính. Mỗi loài phụ thuộc vào môi trường biển khác nhau đáng kể. Ví dụ, cá heo và cá voi hoàn toàn phụ thuộc vào môi trường biển trong cả vòng đời; hải cẩu kiếm ăn trong đại dương nhưng sinh sản trên cạn; còn gấu trắng phải săn mồi trên cạn.
Khoảng 50 triệu năm trước (mya), các loài cá voi trở thành động vật dưới nước. Dựa theo nghiên cứu di truyền và hình thái học, cá voi nằm trong bộ Guốc chẵn Artiodactyla. Thuật ngữ Cetartiodactyla ghép từ Cetacea (cá voi) và Artiodactyla để chỉ nhóm đơn ngành trong đó cá voi tiến hóa trong động vật móng guốc. Theo định nghĩa này, họ hàng gần nhất trên cạn của cá voi và cá heo được cho là hà mã.
Bò biển Sirenia trở thành động vật thủy sinh khoảng 40 triệu năm trước. Hóa thạch Sirenia xuất hiện đầu tiên ở thế Thủy Tân, cho đến cuối thế thì các loài bò biển đã trở nên đa dạng hóa. Sống ở sông, cửa sông và vùng nước biển gần bờ, chúng có khả năng phát triển nhanh chóng. Loài bò biển nguyên thủy nhất †Prorastomus tìm thấy ở Jamaica không giống như các loài thú biển khác có nguồn gốc từ Cựu Thế giới (như cá voi). Sirenia bốn chân đầu tiên được biết đến là †Pezosiren sống vào đầu thời Trung Eocen. Các loài bò biển sớm nhất được ghi nhận là thuộc họ †Prorastomidae và †Protosirenidae, đều nằm trong thế Thủy Tân, đó là những sinh vật lưỡng cư bốn chân, to cỡ con heo ngày nay. Các loài đầu tiên trong họ Dugongidae xuất hiện vào Trung Eocen. Khi ấy, bò biển đã hoàn toàn sống dưới nước.
Thú chân vây tách ra từ các thú ăn thịt khác khoảng 50 triệu năm trước cũng vào thế Eocen. Mối liên hệ tiến hóa của chúng với thú trên cạn chưa được biết đến cho đến khi phát hiện ra †Puijila darwini năm 2007 trong trầm tích Tiền Miocen ở Nunavut, Canada. Hình dạng giống như rái cá hiện nay, †Puijila có đuôi dài, chi ngắn và chân vây thay vì chân chèo. Tổ tiên Otariidae (hải cẩu có tai) và Odobenidae (hải mã) chia ra gần 28 triệu năm trước. Nghiên cứu cho thấy Phocidae (hải cẩu không tai) đã tồn tại với ít nhất từ 15 triệu năm trước, bằng chứng phân tử khác biệt giữa Monachinae (hải cẩu thầy tu) và Phocinae (hải cẩu bắc) khoảng 22 triệu năm trước.
Bằng chứng hóa thạch cho thấy tổ tiên rái cá biển (Enhydra) được phân lập ở Bắc Thái Bình Dương khoảng hai triệu năm trước, dẫn đến loài †Enhydra macrodonta đã tuyệt chủng và loài rái cá biển hiện đại Enhydra lutris. Rái cá biển ban đầu phát triển ở phía bắc Hokkaidō và Nga, sau đó lan rộng về phía đông quần đảo Aleut, lục địa Alaska và bờ biển Bắc Mỹ. So với cá voi, bò biển và thú chân vây xuống môi trường nước lần lượt vào các thời điểm khoảng 50, 40 và 20 triệu năm trước, rái cá biển là sinh vật biển tương đối mới. Tuy vậy về một số mặt, rái cá biển thích nghi với môi trường nước hoàn toàn hơn thú chân vây là những loài phải lên đất liền hoặc mặt băng để sinh sản.
Gấu Bắc Cực được cho là đã tách ra từ gấu nâu Ursus arctos, phân lập trong thời kỳ băng hà Thế Pleistocen hoặc từ đông Siberia (bán đảo Kamchatka và Kolym). Hóa thạch gấu Bắc Cực xưa nhất tìm được là xương hàm 130.000 đến 110.000 năm tuổi trên đảo Prins Karls Forland vào năm 2004. DNA ty thể (mtDNA) của gấu Bắc Cực phân tách khỏi gấu nâu khoảng 150.000 năm trước. Hơn nữa khi dùng mtDNA đánh giá cho thấy một số nhánh gấu nâu có quan hệ họ hàng gần với gấu Bắc Cực hơn các loài gấu khác, có nghĩa gấu Bắc Cực có thể không được tính là một loài chính thức theo khái niệm loài.

## Phân bố và sinh cảnh

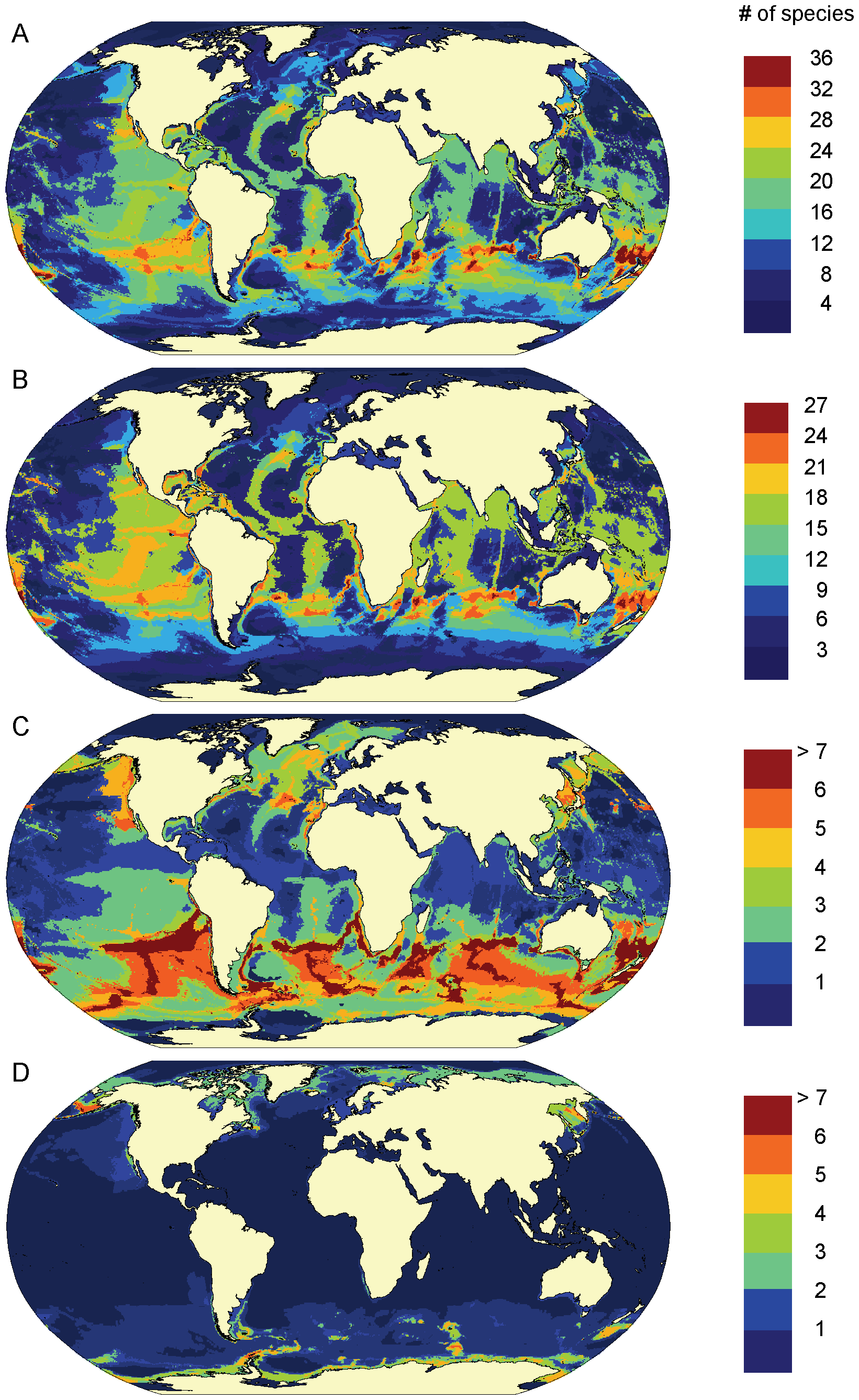
Mức độ phong phú của các loài thú biển: A) tất cả các loài (n = 115), B) cá voi có răng (n = 69), C) cá voi tấm sừng hàm (n = 14), D) hải cẩu (n = 32), dựa trên dữ liệu từ năm 1990 đến 1999

Thú biển phân bố rộng rãi trên toàn cầu, nhưng phân bố không đều và trùng hợp với năng suất (sinh học) các đại dương. Số loài phong phú nhất ở quanh vĩ độ 40°Cả hai bán cầu, tương ứng với sản lượng sơ cấp cao nhất quanh Bắc và Nam Mỹ, châu Phi, châu Á và Úc. Thú biển có dải phân bố tổng loài biến động cao. Hầu hết thú biển có dải phân bố tương đương hoặc nhỏ hơn 1/5 Ấn Độ Dương. Sự khác biệt về độ lớn dải phân bố quan sát được là kết quả của những yêu cầu sinh thái khác nhau dành cho mỗi loài và khả năng thích ứng của chúng với nhiều điều kiện môi trường. Mức độ trùng lặp cao giữa sự phong phú của các loài động vật có vú biển và các khu vực môi trường chịu con người tác động là điều đáng lưu tâm.
Hầu hết các loài thú biển có môi trường sống ở bờ biển, như hải cẩu và rái cá biển. Tuy nhiên, hải cẩu cũng đáp ứng với một số môi trường sống trên cạn, cả trong lục địa lẫn trên hải đảo. Tại vùng ôn đới và nhiệt đới, chúng lên những bãi biển đầy sỏi cát, bờ đá, bãi cạn, bãi bùn, bãi thủy triều và hang động biển. Một số loài còn chọn các cấu trúc nhân tạo để nghỉ ngơi như, như đê, cầu tàu, phao và giàn khoan dầu. Hải cẩu có thể di chuyển sâu hơn vào nội địa, nằm trên cồn cát và bãi cỏ, thậm chí bò lên được cả vách đá. Gần như các loài thuộc bộ cá voi đều sống ở đại dương, những loài như cá nhà táng có thể lặn xuống độ sâu từ −1.000 đến −2.500 foot (−300 đến −760 m) để kiếm mồi. Các loài bò biển sống ở vùng nước nông ven bờ, trong khoảng 30 foot (9,1 m) dưới mực nước biển. Tuy nhiên, chúng được ghi nhận là có thể lặn xuống −120 foot (−37 m) để ăn cỏ biển vùng nước sâu. Rái cá biển sống trong các khu vực được bảo vệ, chẳng hạn như bờ đá, rừng tảo bẹ và rạn san hô, dù chúng có thể sống trên băng trôi hoặc trong các vùng bùn, cát.
Nhiều loài thú biển di cư theo mùa. Hàng năm, băng xuất hiện và biến mất khi thời tiết thay đổi. Hải cẩu di cư để đáp ứng với những thay đổi này. Đến lượt gấu Bắc Cực cũng phải chạy theo con mồi. Tại vịnh Hudson, vịnh James và một số khu vực khác, băng tan hết khi hè đến, buộc gấu Bắc Cực phải lên đất liền và chờ đợi trong nhiều tháng cho đến khi đợt đóng băng tiếp theo. Ở biển Chukotka và Beaufort, mỗi mùa hè gấu Bắc Cực lại rút xa hơn về phía bắc, nơi vẫn đóng băng quanh năm. Hải cẩu cũng có thể di cư dựa theo những thay đổi môi trường khác, ví dụ El Niño, chúng đến đích nhờ các đặc tính môi trường như địa từ trường, dòng chảy và gió, vị trí mặt trời và mặt trăng, thành phần và nhiệt độ nước. Cá voi tấm sừng nổi tiếng di cư khoảng cách rất xa vào vùng biển nhiệt đới để đẻ và nuôi con để tránh bị cá voi sát thủ săn bắt. Trong số các loài thú, cá voi xám được ghi nhận là có quãng đường di cư xa nhất, lên tới 14,000 dặm (22,531 km) từ biển Okhotsk đến bán đảo Baja California. Trong mùa đông, lợn biển sinh sống tại đầu phía bắc dải di cư đến vùng nước ấm hơn.

## Thích nghi

Giải phẫu cá heo cho thấy bộ xương, các cơ quan chính và hình dạng cơ thể

Thú biển có một số đặc điểm sinh lý và giải phẫu thích ứng với đặc điểm riêng phù hợp với đời sống dưới nước. Một số đặc điểm này trở thành điểm đặc trưng cho loài. Chúng có khả năng di chuyển hiệu quả nhờ cơ thể có hình dáng ngư lôi nhằm giảm lực cản; các chi biến đổi để đập nước và khả năng lái; thùy đuôi và vây lưng dùng để đẩy và giữ thăng bằng (ở cá voi). Thú biển rất giỏi trong việc điều hòa thân nhiệt bằng lông hoặc lớp mỡ dày, điều chỉnh tuần hoàn (trao đổi nhiệt đối lưu); giảm thiểu phần phụ, và kích thước lớn để tránh thoát nhiệt.
Thú biển có thể lặn lâu trong nước. Cả thú chân vây và cá voi đều có hệ thống mạch máu lớn và phức tạp, để đẩy một lượng lớn máu giàu myoglobin và hemoglobin, dự trữ được nhiều oxy hơn. Các bộ phận dự trữ quan trọng khác bao gồm cơ và lá lách chứa nồng độ oxy cao. Chúng cũng có khả năng làm chậm nhịp tim và co mạch máu (chuyển phần lớn oxy đến các cơ quan quan trọng như não và tim) để kéo dài thời gian lặn và đối phó với tình trạng thiếu oxy. Khi thiếu dưỡng khí, thú biển có thể dùng đến nguồn dự trữ đáng kể glycogen hỗ trợ phân giải đường trong điều kiện không có oxy.
Âm thanh lan truyền khác nhau trong nước nên thú biển đã phát triển khả năng thích nghi để đảm bảo giao tiếp hiệu quả, bắt mồi và phát hiện động vật săn mồi. Sự thích nghi đáng chú ý nhất ở cá voi và cá heo là phát triển khả năng định vị bằng tiếng vang. Cá voi có răng phát ra chùm âm thanh tiếng click cao tần tập trung dọc theo hướng đầu của nó. Âm thanh được tạo ra bằng cách truyền không khí từ xương mũi qua môi phát âm (phonic lips). Phần sọ lõm đặc cùng túi khí đáy sọ phản xạ những âm thanh này. Chùm hội tụ được cơ quan chất béo lớn (melon) điều chỉnh, bằng các chất béo có mật độ khác nhau tạo nên một dạng giống như thấu kính âm thanh.
Thú biển phát triển nhiều đặc điểm khác nhau để kiếm ăn, dễ thấy nhất là ở hàm răng. Ví dụ, răng hàm của thú chân vây và cá voi có răng được thích ứng để bắt cá và mực. Ngược lại, cá voi tấm sừng hàm lại tiến hóa tấm sừng hàm để lọc thức ăn là sinh vật phù du và cá nhỏ từ nước.
Gấu trắng, rái cá và hải cẩu lông có bộ lông dài, nhiều dầu, không thấm nước để giữ không khí nhằm cách nhiệt. Ngược lại, các thú biển khác như cá voi, cá heo, lợn biển, bò biển và hải mã không còn bộ lông dài để nhường chỗ cho lớp biểu bì dày cùng lớp mỡ dày để ngăn lực cản chất lưu. Động vật chìm trong nước và tầng đáy (chẳng hạn như lợn biển) cần phải nặng hơn nước để chạm đáy hoặc lơ lửng được trong nước. Động vật trên mặt nước (chẳng hạn như rái cá biển) thì cần ngược lại, còn động vật bơi trong vùng nước tự do (chẳng hạn như cá heo) lại cần cân bằng để bơi lên và lặn xuống cột nước. Một số thú biển như gấu trắng và rái cá vẫn còn bốn chi chịu lực và di chuyển trên cạn giống như các động vật trên cạn hoàn toàn.

## Sinh thái học

### Chế độ ăn

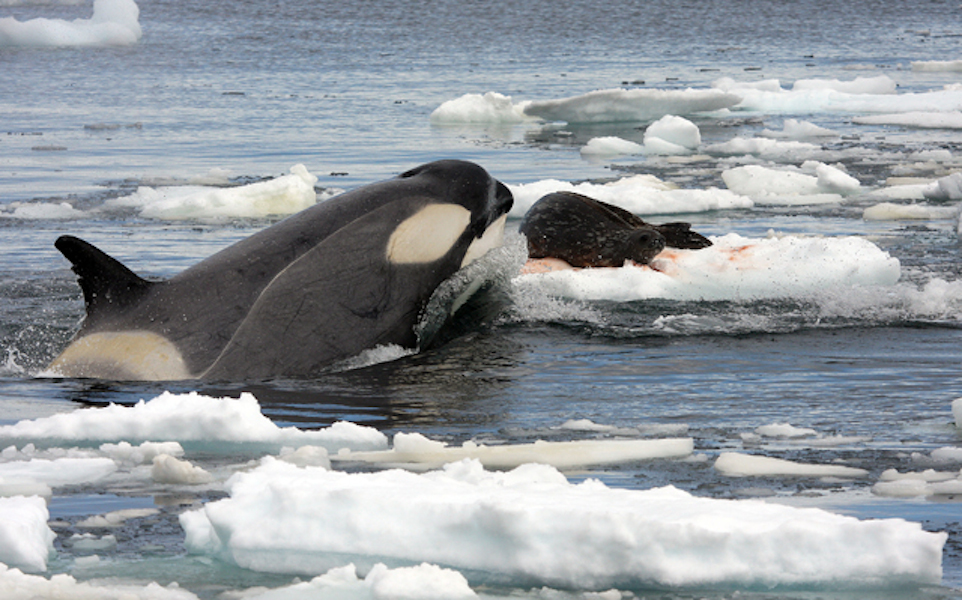
Cá voi sát thủ săn Hải cẩu Weddell

Tất cả các loài thú biển đều là động vật ăn thịt và săn mồi. Cá voi có răng chủ yếu ăn cá và động vật chân đầu, rồi đến giáp xác và thân mềm hai mảnh vỏ. Chúng có thể kiếm ăn với các loại động vật khác như loài cá voi khác hoặc một số loài thú chân vây. Một cách thức kiếm ăn phổ biến là dồn ép, chúng kết hợp thành bầy để ép đàn cá phân nhỏ ra thành bait ball (cầu mồi). Sau đó, chúng thay phiên nhau chăn dắt quả cầu cá này và bắt những con cá bị choáng. Dồn quây (coralling) là cách thức cá heo đuổi cá vào vùng nước nông để bắt được dễ dàng hơn. Cá voi sát thủ và cá heo mũi chai có cách lùa con mồi lên bãi biển để bắt. Cá voi sát thủ còn đánh lộn ngược cá mập trắng lớn, cá mập và cá đuối khác làm chúng tê liệt. Các loài cá voi khác có mõm tù và răng thoái hóa dựa vào việc hút thức ăn (suction feeding). Dù là loài ăn thịt, nhưng chúng có hệ vi sinh đường ruột giống như các loài ăn cỏ trên cạn, có lẽ là vết tích của tổ tiên ăn thực vật.
Cá voi tấm sừng dùng tấm sừng hàm để sàng sinh vật phù du giữa các loài khác khỏi nước, có hai kiểu phương pháp: lunge-feeding và gulf-feeding. Cá voi lunge-feeding phồng miệng để mở rộng thể tích hàm lớn hơn ban đầu. Các rãnh trên cổ họng được mở rộng, gia tăng lượng nước có thể chứa trong miệng. Chúng húc vào bait ball với tốc độ cao để ăn mồi, nhưng bait ball phải lớn thì cách làm này mới hiệu quả về mặt năng lượng. Đối với gulf-feeding, cá voi bơi với miệng rộng mở để nước và con mồi lấp đầy vào. Số lượng con mồi phải đủ lớn thì cá voi mới bắt đầu quan tâm, cũng phải có kích cỡ lớn nhất định thì tấm sừng hàm mới lọc được cũng như đủ chậm để không thoát đi khỏi.
Rái cá là loài động vật biển duy nhất có khả năng nâng và lật đá, chúng hay dùng chi trước làm vậy khi kiếm mồi.  Rái cá biển có thể bắt ốc cùng các sinh vật khác từ tảo bẹ và đào sâu xuống bùn dưới nước để tìm nghêu. Đây cũng là loài thú biển duy nhất bắt cá bằng hai chi trước chứ không dùng răng. Dưới mỗi chi trước của rái cá biển có nếp gấp da kéo dài ngang ngực như một cái tú đựng thức ăn. Trong túi cũng có cục đá để rái cá đập vỡ vỏ trai sò, ví dụ điển hình về động vật sử dụng công cụ. Rái cá biển ăn nằm ngửa nổi trên mặt nước, dùng chi trước xé thức ăn và đưa vào miệng. Rái cá biển chủ yếu ăn động vật giáp xác và cá.
Thú biển chủ yếu ăn cá và động vật chân đầu, rồi đến giáp xác và thân mềm hai mảnh vỏ, tiếp là động vật phù du và động vật máu nóng (như chim biển). Hầu hết thú biển là các loài săn mồi nhất thời, chỉ một số là loài cân bằng chuyên hóa. Chúng thường săn cá lẻ đàn, các loài không xương sống tại chỗ hoặc di chuyển chậm hoặc con mồi biến nhiệt khi tập hợp thành nhóm. Những cá thể săn mồi đơn lẻ thường khai thác vùng nước ven bờ, vịnh và sông. Khi gặp nhiều đàn cá hoặc mực ống lớn, thú biển phối hợp săn mồi theo nhóm lớn, xác định và lùa mồi. Một số loài như sư tử biển California và sư tử biển Nam Mỹ có thể phối hợp với cá voi và chim biển.
Gấu Bắc cực là loài ăn thịt hàng đầu trong các loài gấu, con mồi chủ yếu là hải cẩu đeo vòng (Pusa hispida) và hải cẩu râu (Erignathus barbatus). Gấu Bắc cực hiếm khi bắt hải cẩu trên cạn hoặc trong nước mà chủ yếu săn mồi ở nơi tiếp giáp băng, nước với không khí. Cách thức gấu Bắc cực hay dùng nhất là săn lén con mồi: Gấu dùng khứu giác xác định vị trí lỗ băng mà hải cẩu ngoi lên thở rồi nép xuống đợi đến khi con mồi xuất hiện. Khi hải cẩu lên thở, gấu đánh hơi được, dùng chi trước thò vào kéo con mồi lên mặt băng. Gấu Bắc cực cũng rình hải cẩu nằm trên băng. Khi phát hiện ra hải cẩu, gấu đi tới trong vòng 100 thước Anh (90 m), rồi nép xuống. Nếu con mồi không nhận ra, gấu bò tiếp vào khoảng cách 30 đến 40 foot (9 đến 10 m) rồi bất ngờ lao vào tấn công. Cách săn mồi thứ ba là gấu tấn công trực tiếp vào hang tuyết của hải cẩu cái tạo ra khi sinh nở. Gấu cũng có thể bắt cá ăn.

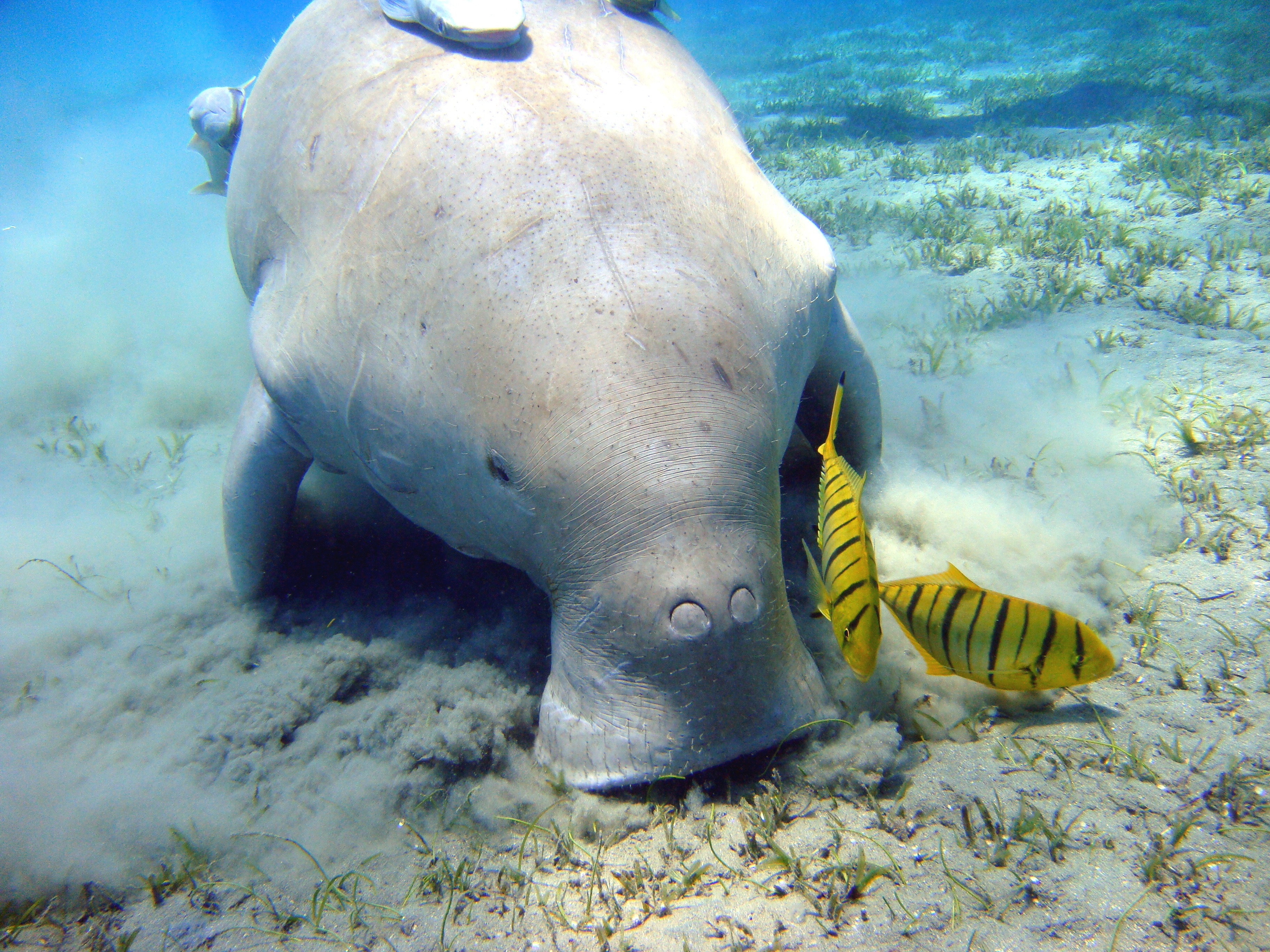
Bò biển kiếm ăn dưới đáy biển

Các loài Sirenia được gọi là "bò biển" vì chúng chủ yếu ăn cỏ biển. Bò biển ăn toàn bộ cỏ cả rễ, nhưng nếu không lấy được thì chỉ ăn lá. Khi giải phẫu, người ta tìm thấy nhiều loại cỏ biển trong dạ dày bò biển, và phát hiện cả tảo khi cỏ biển khan hiếm. Lợn biển Tây Ấn ăn tới 60 loài thực vật khác nhau, cả một ít cá và động vật không xương sống nhỏ.

### Loài chủ chốt
Rái cá biển là ví dụ điển hình về loài chủ chốt; sự hiện diện của chúng ảnh hưởng đến hệ sinh thái hơn nhiều nếu so với kích thước và số lượng loài này. Chúng kiểm soát quần thể một số động vật ăn cỏ sống tầng đáy, đặc biệt là nhím biển. Nhím biển gặm thân dưới tảo bẹ khiến tảo bị trôi đi và chết mất. Mất môi trường sống và chất dinh dưỡng do rừng tảo bẹ cung cấp dẫn đến ảnh hưởng sâu sắc theo tầng với hệ sinh thái biển. Các khu vực Bắc Thái Bình Dương không có rái cá biển thường biến thành những bãi vô vàn cầu gai mà không có rừng tảo bẹ. Việc thả rái cá biển trở lại British Columbia giúp cải thiện đáng kể hệ sinh thái ven biển. Thực tế ghi nhận những thay đổi tương tự khi phục hồi các quần thể rái cá biển ở quần đảo Komandorski và bờ biển Big Sur của California. Tuy nhiên, một số hệ sinh thái rừng tảo bẹ ở California vẫn phát triển mạnh mà không hề có rái cá biển, có vẻ quần thể cầu gai bị những yếu tố khác kiểm soát. Hiện mới ghi nhận vai trò của rái cá biển trong việc duy trì rừng tảo bẹ ở vùng bờ quang tháng là quan trọng hơn so với ở các vịnh và cửa sông kín hơn.
Động vặt săn mồi đỉnh chuỗi sẽ ảnh hưởng đến động lực phát triển quần thể con mồi cũng như chiến thuật phòng vệ của chúng (như ngụy trang). Gấu Bắc Cực là thú săn mồi đỉnh chóp trong phạm vi hoạt động của mình. Một số loài như cáo tuyết Bắc Cực (Vulpes lagopus) và mòng biển (Larus hyperboreus) là con mồi thường xuyên của gấu trắng. Mối liên hệ giữa hải cẩu đeo vòng và gấu Bắc cực khăng khít đến mức số lượng hải cẩu dường như tác động đến mật độ số lượng gấu tại một số khu vực, ngược lại việc săn mồi của gấu lại điều chỉnh mật độ và tỷ lệ sinh sôi của hải cẩu. Áp lực tiến hóa do bị săn bắt có lẽ là nguyên nhân dẫn đến một số khác biệt đáng kể giữa hải cẩu Bắc Cực và Nam Cực. Nam Cực là nơi không có động vật săn mồi lớn trên bề mặt băng. Mỗi cá thể hải cẩu Bắc Cực phải tạo nhiều lỗ thở hơn trên mặt băng, vùng vẫy hơn khi bị kéo lên và hiếm khi đại tiện trên băng. Bộ lông con non Bắc Cực có màu trắng, có lẽ là để ngụy trang, trong khi những con non Nam Cực đều có bộ lông sẫm.
Cá hổ kình (cá voi sát thủ) là loài săn mồi đỉnh chuỗi trên khắp các vùng phân bố của chúng trên toàn cầu và có thể ảnh hưởng sâu sắc đến hành vi và quần thể con mồi. Thức ăn của chúng rất đa dạng như các loài động vật có xương sống ở đại dương gồm cá hồi, cá đuối, cá mập (thậm chí cả cá mập trắng), cá voi tấm sừng lớn, khoảng 14 loài thú chân vây. Việc cá hổ kình săn cá voi con có thể dẫn đến việc cá voi di cư hàng năm nhiều hơn đến các bãi đẻ nhiệt đới là nơi có ít quần thể cá hổ kình hơn so với vùng cực. Có thể trước đây cá voi là nguồn thức ăn chính của cá hổ kình nhưng sau khi số lượng suy giảm do săn bắt cá voi, cá hổ kình đã mở rộng chế độ ăn khiến các loài thú biển nhỏ hơn bị suy giảm theo. Một số nhà khoa học tranh cãi về sự suy giảm số lượng rái cá biển ở quần đảo Aleut vào thập niên 1990 là do cá hổ kình săn bắt, dù không có bằng chứng trực tiếp. Rái cá biển giảm lại kéo theo hải cẩu cảng biển và sư tử biển Steller cũng giảm. Đây là hai con mồi ưa thích của cá hổ kình thay cho con mồi ban đầu bị giảm từ trước do ngành công nghiệp săn bắt cá voi.

### Whale pump

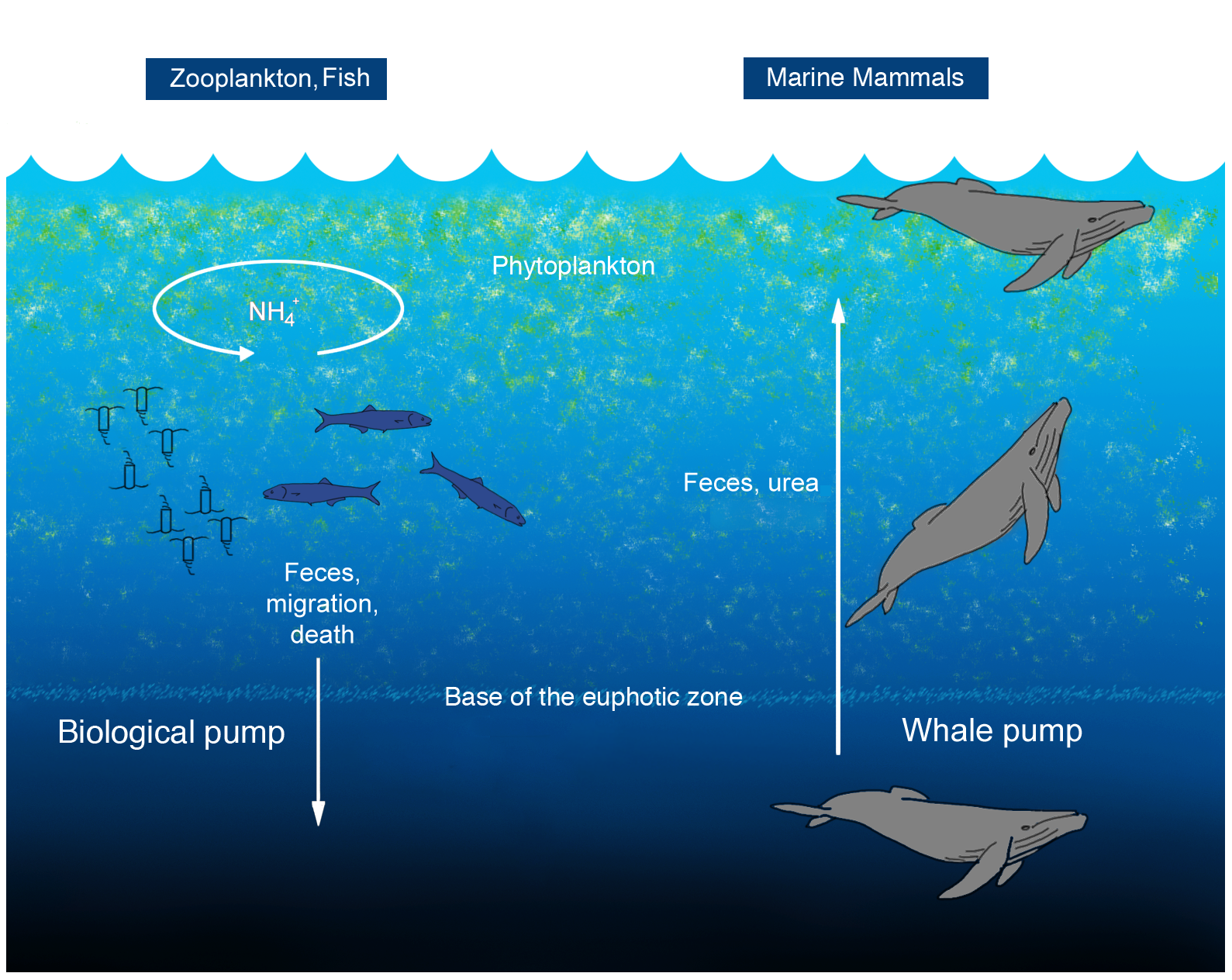
Whale pump – vai trò của cá voi trong việc tái chế chất dinh dưỡng trong đại dương

Nghiên cứu năm 2010 coi cá voi có ảnh hưởng tích cực đến lượng cá trên đại dương, gọi là whale pump (n.đ. 'bơm cá voi'). Cá voi mang chất dinh dưỡng như nitơ từ đáy sâu trở lại mặt nước. Việc này giống như một bơm sinh học đẩy lên, ngược lại với giả định trước đó rằng cá voi đẩy nhanh quá trình đưa dinh dưỡng từ mặt nước xuống đáy. Xét đến lượng nitơ đầu vào ở vịnh Maine lớn hơn tổng lượng nitơ từ tất cả các con sông đổ vào vịnh, khoảng 23,000 tấn (25,353 tấn Mỹ) mỗi năm. Cá voi bài tiết trên mặt nước; phân cá voi giàu sắt và nitơ nên rất quan trọng đối với sản lượng cá. Phân cá voi ở dạng lỏng nên không chìm xuống mà nổi trên bề mặt, làm thức ăn cho thực vật phù du.
Sau khi chết, xác cá voi chìm xuống đáy đại dương, tạo ra môi trường sống đáng kể cho sinh vật biển. Bằng chứng hiện nay và các hồ sơ hóa thạch cho thấy xác cá voi dưới đáy biển sâu nuôi nấng một tập hợp sinh vật phong phú, tính đa dạng toàn cầu đến 407 loài, có thể so sánh với các điểm đa dạng sinh học ven bờ khác như Lỗ phun lạnh và Miệng phun thủy nhiệt. Xác cá voi phân hủy diễn ra qua loạt ba giai đoạn. Trước tiên, các sinh vật di chuyển được như cá mập và cá mút đá myxin rỉa mô mềm rất nhanh trong khoảng từ vài tháng đến hai năm đổ lại. Tiếp đến là đến phần xương và trầm tích xung quanh (chứa chất hữu cơ) do các loài giáp xác và giun nhiều tơ thực hiện, kéo dài nhiều năm. Cuối cùng, vi khuẩn ưa sulfat phân giải xương giải phóng Hydro sulfide tạo điều kiện cho sinh vật hóa dưỡng phát triển, tạo môi trường cho các sinh vật khác như trai, sao sao và ốc biển. Giai đoạn này có thể kéo dài trong nhiều thập kỷ và tạo nên một tập hợp phong phú các loài, trung bình đến 185 loài trên mỗi địa điểm.

## Tương tác với con người

### Mối đe dọa
Việc khảo sát quần thể còn gặp khó khăn nên 38% thú biển bị thiếu dữ liệu, đặc biệt là quanh vùng Nam Cực. Đến 70% thời gian qua chưa quan tâm được đến sự suy giảm quần thể các loài thú sống hoàn toàn ở biển.

#### Khai thác

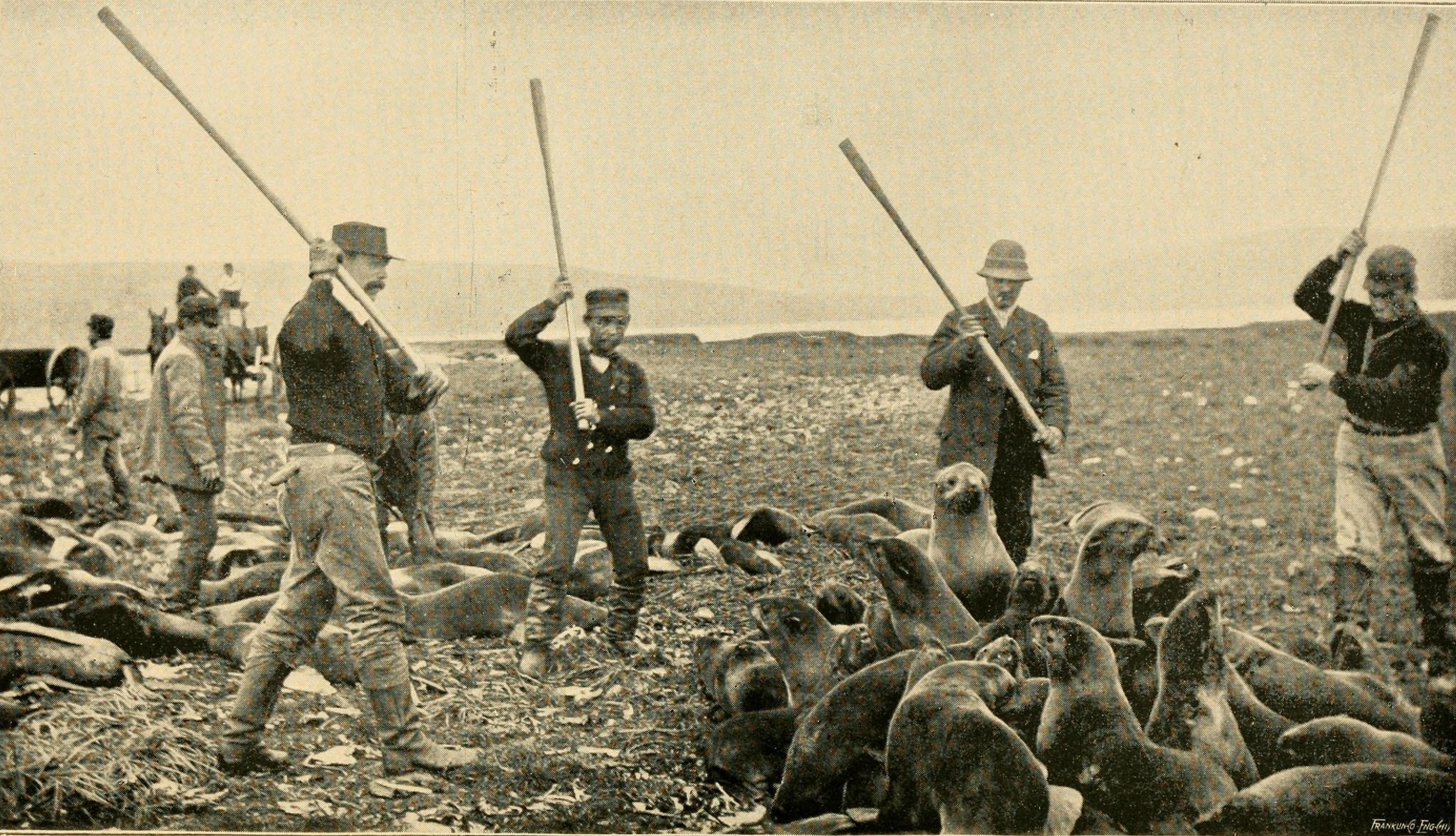
Giết hại hải cẩu lông mao trên Đảo Saint Paul, Alaska vào thập niên 1890

Trong lịch sử, thổ dân ven biển săn bắt thú biển làm thức ăn và những việc khác. Những cuộc đánh bắt vì sinh kế này vẫn diễn ra ở Canada, Greenland, Indonesia, Nga, Hoa Kỳ và một số quốc gia vùng Caribe. Quy mô săn bắt tương đối nhỏ và chỉ có tác động cục bộ. Săn bắn thương mại diễn ra trên quy mô lớn hơn nhiều, khai thác thú biển tới mức nặng nề. Việc này còn dẫn đến sự tuyệt chủng của bò biển Steller (Hydrodamalis gigas), chồn biển (Neogale macrodon), sư tử biển Nhật Bản (Zalophus japonicus) và hải cẩu thầy tu Caribe (Neomonachus tropicalis). Ngày nay, quần thể các loài từng bị săn bắt đều nhỏ hơn nhiều so với trước khi khai thác, ví dụ như cá voi xanh (Balaenoptera musculus) và cá voi trơn Bắc Thái Bình Dương (Eubalaena japonica). Vì tốc độ lớn của cá voi thường chậm, mất nhiều thời gian để thuần thục sinh dục và sinh sản ít nên quá trình phục hồi quần thể diễn ra rất chậm.
Một số loài cá voi vẫn là đối tượng bị săn bắn trực tiếp, bất chấp lệnh cấm đánh bắt cá voi thương mại ra đời năm 1986 theo các điều khoản của Ủy ban Săn cá voi Quốc tế (International Whaling Commission - IWC). Chỉ còn lại hai quốc gia cho phép đánh bắt cá voi thương mại: Na Uy thu hoạch hàng trăm cá voi Minke mỗi năm còn Iceland quy định hạn ngạch 150 cá voi vây và 100 cá voi Minke mỗi năm. Nhật Bản cũng đánh bắt vài trăm cá voi Minke ở Nam Cực và Bắc Thái Bình Dương mỗi năm, lách lệnh cấm bằng hình thức dùng để nghiên cứu khoa học. Ở Nhật Bản và một số quốc gia, thị trường buôn bán bất hợp pháp thịt cá voi và cá heo vẫn có vị trí quan trọng.

Phạm vi phân bố của rái cá biển bắc trước đây và hiện nay

Rái cá biển đem lại lợi nhuận nhiều nhất cho ngành bán lông thú biển, đặc biệt là rái cá biển phương bắc sinh sống ở vùng nước ven biển giữa Sông Columbia phía nam và Cook Inlet phía bắc. Lông rái cá biển nam California vốn không được đánh giá cao bằng nên đem lại lợi nhuận ít hơn. Nhưng đến khi rái cá biển phương bắc bị săn bắt đến tuyệt chủng cục bộ, thợ săn quay sang với rái cá biển phương nam khiến chúng cũng gần như tuyệt chủng. Những kẻ buôn bán mặt hàng lông thú biển của Anh và Mỹ nhóm thành bang hội đưa hàng đến cảng Quảng Châu. Lông thú từ Mỹ thuộc Nga chủ yếu được bán sang Trung Quốc thông qua điểm giao thương Kyakhta tại Mông Cổ, đây là điểm mở cửa thương mại với Nga theo Hiệp ước Kyakhta năm 1727.
Trong lịch sử, đánh bắt hải cẩu cũng quan trọng tương đương với đánh bắt cá voi. Các loài bị khai thác có thể kể như hải cẩu Greenland, hải cẩu mào, hải cẩu Caspi, hải tượng, hải mã và tất cả hải cẩu lông mao. Quy mô đánh bắt hải cẩu giảm đáng kể sau thập niên 1960, sau khi chính phủ Canada giảm thời gian mùa đánh bắt và đưa ra biện pháp bảo vệ những cá thể cái trưởng thành. Số lượng một số loài bị đánh bắt thương mại đã tăng trở lại, ví dụ như hải cẩu lông ở Nam Cực có thể còn đông đảo như trước khi đánh bắt. Hải tượng phương Bắc bị săn bắt đến gần như tuyệt chủng vào cuối thế kỷ 19, chỉ còn lại một quần thể nhỏ trên đảo Guadalupe. Sau đó, chúng được thả lại trong các vùng phân bố trước đây, nhưng vẫn bị thắt cổ chai quần thể. Ngược lại, hải cẩu thầy tu Địa Trung Hải đã bị tuyệt chủng khỏi phần lớn vùng phân bố trước đây vốn trải dài từ Địa Trung Hải đến Biển Đen và Tây Bắc châu Phi, giờ chỉ tồn tại ở Đông Bắc Địa Trung Hải và một số vùng Tây Bắc châu Phi.
Tại Canada cho phép dùng gấu bắc cực trong săn bắn chiến phẩm nếu có giấy phép đặc biệt và hướng dẫn viên bản địa đi cùng. Đây có thể là nguồn thu nhập quan trọng đối với các cộng đồng bản địa nhỏ, vì cuộc săn có hướng dẫn mang lại thu nhập nhiều hơn so với bán hàng da gấu bắc cực. Hoa Kỳ, Nga, Na Uy, Greenland và Canada cho phép hình thức săn bắn này. Canada phát giấy phép săn bắn cho các cộng đồng bản địa, họ có thể bán các giấy phép này và đây là nguồn thu nhập chính. Da thú săn được có thể được mang về tiêu dùng, giữ lại làm chiến lợi phẩm hoặc bán ra thị trường.

#### Giao thông và đánh cá trên biển

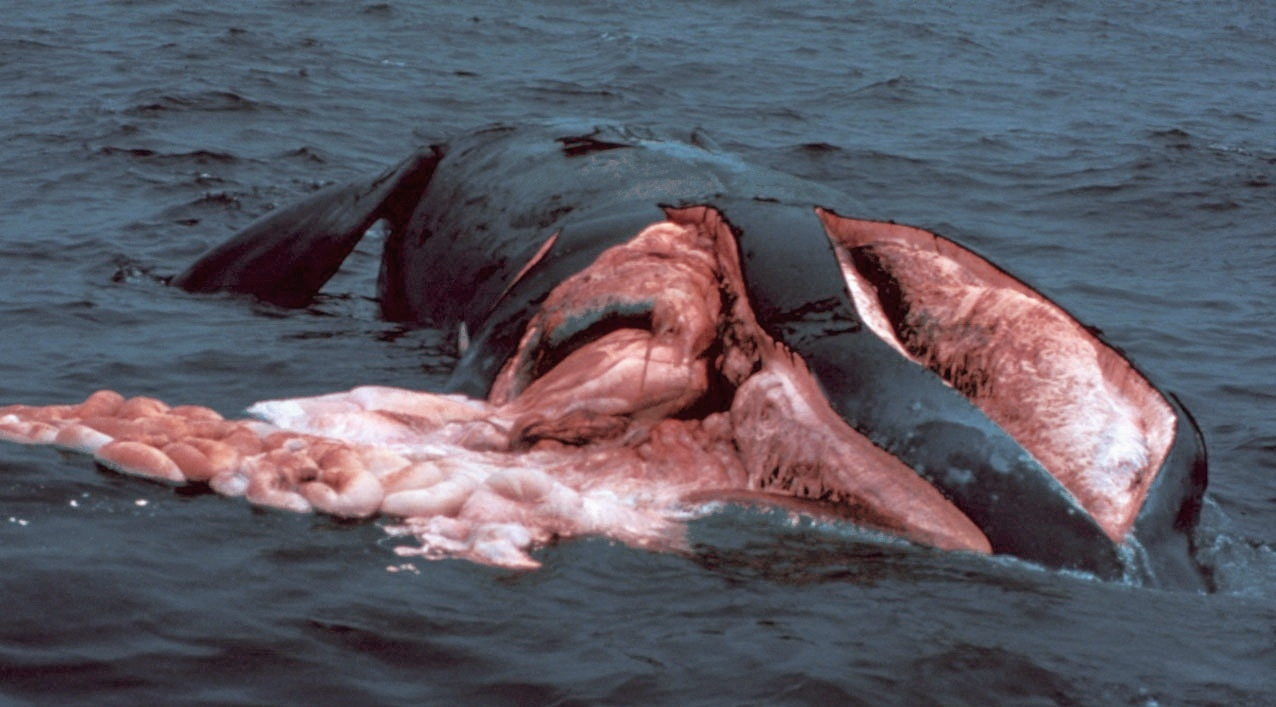
Thi thể cá voi trơn Bắc Đại Tây Dương sau khi va chạm với chân vịt tàu

Vô tình mắc lưới hay đánh bắt nhầm (bycatch) trong nghề cá chỉ về các loài không phải đối tượng đánh bắt. Lưới rê cố định và lưới rê trôi gây ra tỷ lệ tử vong cao nhất cho cả các loài cá voi lẫn thú chân vây. Tình trạng vướng phải các loại lưới rê cũng rất phổ biến. Lưới vây cá ngừ là vấn đề nghiêm trọng làm cá heo vướng vào. Việc vô tình mắc phải tác động lên tất cả các loài thú biển lớn nhỏ trong các môi trường khác nhau. Tuy nhiên, các loài cá voi và thú chân vây loại nhỏ dễ gặp nguy hơn do kích cỡ khiến chúng khó thoát ra khi bị vướng vào, thường chúng sẽ bị chết ngộp. Dù những con cá voi lớn có thể kéo theo cả lưới, nhưng lưới thường vướng chặt vào cơ thể chúng, ngăn cản chúng kiếm mồi, có khi dẫn đến chết đói. Lưới, dây bị tuột hoặc vứt bỏ khi không dùng có thể gây tử vong do thú biển nuốt hay vướng phải. Thú biển có thể bị vướng vào lưới nuôi trồng thủy sản nhưng cũng chỉ là hi hữu nên không đủ phổ biến đến mức tác động được lên quần thể của chúng.
Va chạm với tàu biển khiến một số thú biển tử vong, đặc biệt là cá voi. 
Đặc biệt, các tàu thương mại chạy nhanh như tàu container có thể gây thương tích nghiêm trọng hoặc tử vong khi va chạm với thú biển. Tàu thương mại lớn và thuyền giải trí đều có va chạm và gây thương tích cho cá voi hoặc các loài nhỏ hơn cùng bộ. Các vụ va chạm với tàu thuyền đặc biệt ảnh hưởng đến cá voi trơn Bắc Đại Tây Dương. Thuyền du lịch được thiết kế để ngắm cá heo và cá voi cũng có thể tác động tiêu cực vì can thiệp tới hành vi tự nhiên của chúng.
Đánh bắt cá không chỉ đe dọa thú biển khi vô tình vướng lưới mà còn lấy mất thức ăn của chúng. Đánh bắt quy mô lớn dẫn đến cạn kiệt nguồn cá vốn là con mồi quan trọng của thú biển. Thú chân vây bị ảnh hưởng nghiêm trọng khi mất đi nguồn cung cấp thức ăn trực tiếp là cá, bao gồm cả việc thiếu đói hay ăn uống thiếu chất, con non bị chết đói và số lượng vào quần thể ít đi. Khi nguồn cá cạn kiệt, đôi lúc sẽ dẫn đến cạnh tranh giữa thú biển cần thức ăn với sản lượng khai thác trong nghề cá. Ngư dân đánh bắt thương mại ở một số nơi có thể tiêu diệt thú biển với quy mô lớn nhằm bảo vệ nguồn cá để khai thác.
Chăn nuôi thủy sản có vỏ cần không gian lớn nên tạo ra sự cạnh tranh với thú biển. Tuy vậy, đây không phải con mồi của thú biển nên không có cạnh tranh trực tiếp đến sản lượng thu hoạch. Nhưng thú biển thường xuyên bắt cá có vây từ trại nuôi, đây là vấn đề lớn đối với người nuôi trồng. Tuy có những cơ chế ngăn chặn như lưới chống thú săn hay thiết bị đuổi nhưng chúng vẫn thường bị bắn bất hợp pháp.

#### Mất và suy thoái môi trường sống

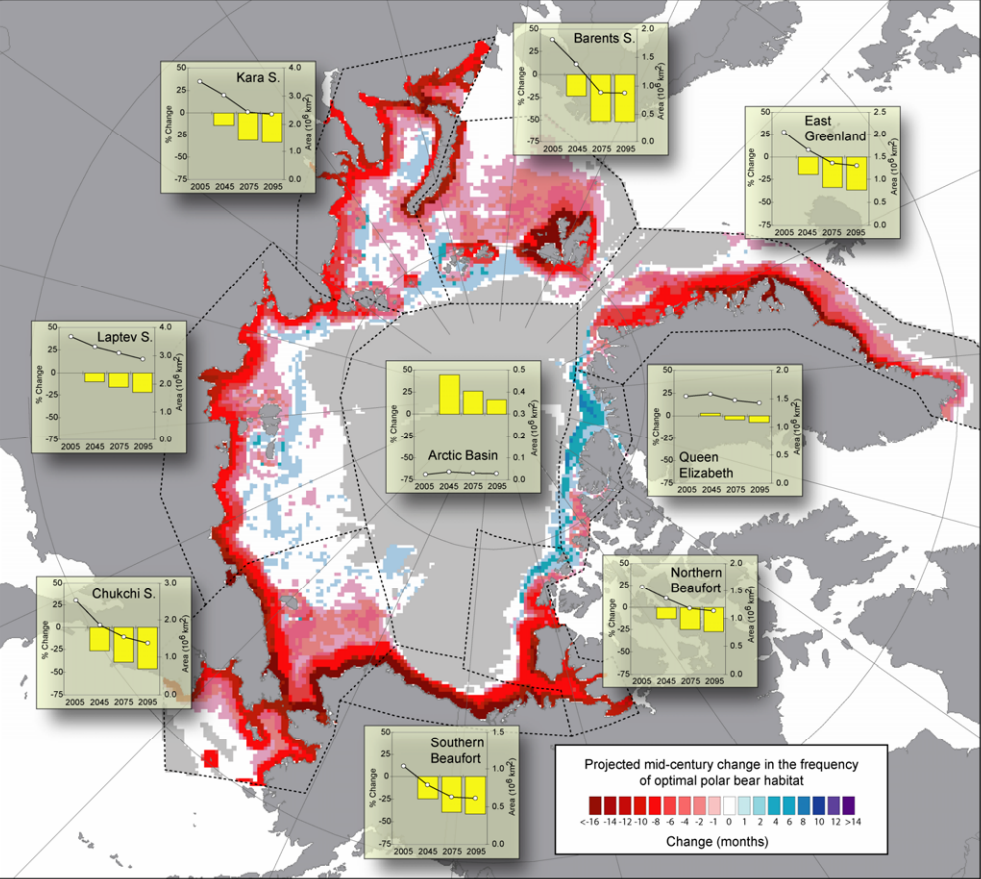
Bản đồ của Cục Khảo sát Địa chất Hoa Kỳ cho thấy những thay đổi dự kiến trong môi trường sống của gấu Bắc cực từ năm 2005 đến năm 2095. Màu đỏ biểu thị môi trường sống tối ưu bị mất đi, còn màu xanh thể hiện diện tích môi trường sống gia tăng thêm vào.

Các hoạt động của con người làm suy thoái môi trường sống của thú biển. Thú biển ở ven bờ nhiều khả năng bị ảnh hưởng do suy thoái cho đến mất môi trường sống. Trong quá trình phát triển, những việc như xả nước thải ra biển, neo đậu, nạo vét, nổ mìn, thải rác thải, xây dựng cảng, dự án thủy điện và nuôi trồng thủy sản đều làm suy giảm môi trường và lấy mất môi trường sống của chúng. Chẳng hạn như việc mở rộng nuôi thủy sản có vỏ lấy đi không gian ven bờ nơi diễn ra các hoạt động quan trọng của thú biển như như sinh sản, kiếm ăn và nghỉ ngơi.
Các chất gây ô nhiễm được thải ra biển sẽ tích tụ trong cơ thể thú biển. Những chất ô nhiễm được tìm thấy trong mô thú biển như kim loại nặng (thủy ngân và chì), ngoài ra còn có Clorua hữu cơ và các Hydrocarbon thơm đa vòng. Những chất này có thể tác động phá vỡ hệ nội tiết; tác động lên hệ sinh sản và suy giảm hệ miễn dịch, khiến gia tăng số lượng tử vong. Các chất ô nhiễm khác như dầu, nhựa hay nước thải đều đe dọa đến hoạt động kiếm ăn của thú biển.
Hoạt động của con người gây ra ô nhiễm tiếng ồn là vấn đề lớn khác cho thú biển, cản trở chúng giao tiếp với nhau cũng như không xác định được vị trí con mồi hoặc thú săn. Các vụ nổ dưới nước được tiến hành cho nhiều mục đích khác nhau như quân sự, xây dựng và nghiên cứu hải dương học hoặc địa vật lý. Chúng có thể gây ra tổn thương như xuất huyết phổi, nhiễm trùng và loét đường tiêu hóa cho thú biển. Tiếng ồn dưới nước được tạo ra từ vận tải biển, công nghiệp dầu khí, nghiên cứu, sonar cho quân sự và thử nghiệm âm thanh hải dương học. Các cơ sở nuôi trồng thủy sản xua đuổi thú biển bằng những thiết bị quấy rối và ngăn chặn âm thanh phát ra âm thanh lớn và độc hại trong môi trường dưới nước.
Các hoạt động của con người tác động lên bầu khí quyển tạo ra hai thay đổi đe dọa đến thú biển. Thứ nhất là bức xạ tử ngoại gia tăng do suy giảm tầng ozon, ảnh hưởng chủ yếu đến vùng Nam Cực và những khu vực ở Nam Bán cầu. Bức xạ tử ngoại gia tăng có thể làm suy giảm hệ thực vật phù du vốn giữ vai trò nền tảng tạo thành chuỗi thức ăn trong đại dương. Tác động thứ hai của biến đổi khí hậu là sự ấm lên toàn cầu do nồng độ carbon dioxide trong khí quyển tăng lên. Mực nước biển dâng cao, nhiệt độ nước biển tăng và dòng chảy thay đổi dự kiến sẽ ảnh hưởng đến các loài thú biển khi phân bố lại những loài săn mồi quan trọng, nơi sinh sản và tuyến hành trình di cư. Sự tuyệt chủng hoặc di cư của gấu trắng sẽ khiến chuỗi thức ăn ở Bắc Cực bị gián đoạn. Băng Bắc Cực là môi trường sống của gấu trắng. Lượng băng còn lại suy giảm với tốc độ 13% mỗi thập kỷ vì nhiệt độ tăng nhanh gấp đôi so với thế giới. Với tốc độ tan băng hiện tại thì đến năm 2050, 2/3 số gấu Bắc Cực trên toàn thế giới sẽ biến mất.
Nghiên cứu của các nhà sinh vật học tiến hóa tại Đại học Y Pittsburgh đã chỉ ra rằng tổ tiên của nhiều loài thú biển đã ngừng sản xuất một loại enzyme mà ngày nay có thể tác dụng bảo vệ cơ thể khỏi những độc tố thần kinh như hợp chất cơ phospho, gồm cả những chất có trong thuốc trừ sâu chlorpyrifos và diazinon đang được sử dụng rộng rãi.

### Bảo vệ

Các quốc gia ký kết Ủy ban Săn cá voi Quốc tế (IWC)

Luật bảo vệ thú biển năm 1972 (tiếng Anh: Marine Mammal Protection Act - MMPA) được thông qua ngày 21 tháng 10 năm 1972 dưới thời tổng thống Richard Nixon nhằm ngăn chặn tốc độ cạn kiệt và khả năng tuyệt chủng các loài thú biển. Luật nghiêm cấm việc lấy ("hành động săn, giết, bắt và/hoặc quấy rối bất kỳ loài thú biển nào; hoặc nỗ lực như vậy") bất kỳ thú biển nào mà không có giấy phép do Bộ trưởng cấp. Thẩm quyền quản lý MMPA được phân chia giữa Bộ trưởng Nội vụ thông qua Cục Cá và Động vật hoang dã (United States Fish and Wildlife Service - FWS) và Bộ trưởng Thương mại ủy quyền cho Cục Quản lý Khí quyển và Đại dương Quốc gia (National Oceanic and Atmospheric Administration - NOAA). Ủy ban Thú biển (Marine Mammal Commission - MMC) được thành lập để xem xét các chính sách hiện có và đưa ra các khuyến nghị cho FWS và NOAA để thi hành MMPA tốt hơn. FWS chịu trách nhiệm bảo vệ rái cá biển, hải mã, gấu bắc cực, ba loài lợn biển và bò biển; còn NOAA được giao trách nhiệm bảo tồn và quản lý các loài thú chân vây (không bao gồm hải mã) và cá voi.
Ngày 1 tháng 1 năm 2016, Luật được cập nhật thêm điều khoản cấm "nhập khẩu cá từ nghề cá mà không chứng minh được về sự đáp ứng các tiêu chuẩn bảo vệ thú biển của Hoa Kỳ". Yêu cầu bắt buộc các nước xuất khẩu cá sang Hoa Kỳ phải chứng minh đáp ứng được những tiêu chuẩn bảo vệ, từ đó kiểm soát chặt chẽ nghề cá của mình đảm bảo rằng không có loài thú biển nào nằm trong danh mục bị ảnh hưởng xấu do việc đánh bắt.
Công ước bảo tồn động vật hoang dã di cư năm 1979 (Conservation of Migratory Species of Wild Animals - CMS) là tổ chức toàn cầu duy nhất bảo tồn nhiều loại động vật trong đó có thú biển. Ba trong số các thỏa thuận được thực hiện có liên quan đến việc bảo tồn thú biển là: Hiệp định bảo tồn thú biển ở Biển Đen, Địa Trung Hải và khu vực tiếp giáp Đại Tây Dương (Agreement on the Conservation of Cetaceans of the Black Sea, Mediterranean Sea and Contiguous Atlantic Area - ACCOBAMS), Hiệp định bảo tồn cá voi nhỏ ở biển Baltic và biển Bắc (Agreement on the Conservation of Small Cetaceans of the Baltic and North Seas - ASCOBANS) và Thỏa thuận Biển Wadden. Năm 1982, Công ước Liên Hợp Quốc về Luật biển (UNCLOS) đã thông qua cách tiếp cận ngăn ngừa ô nhiễm để bảo tồn.

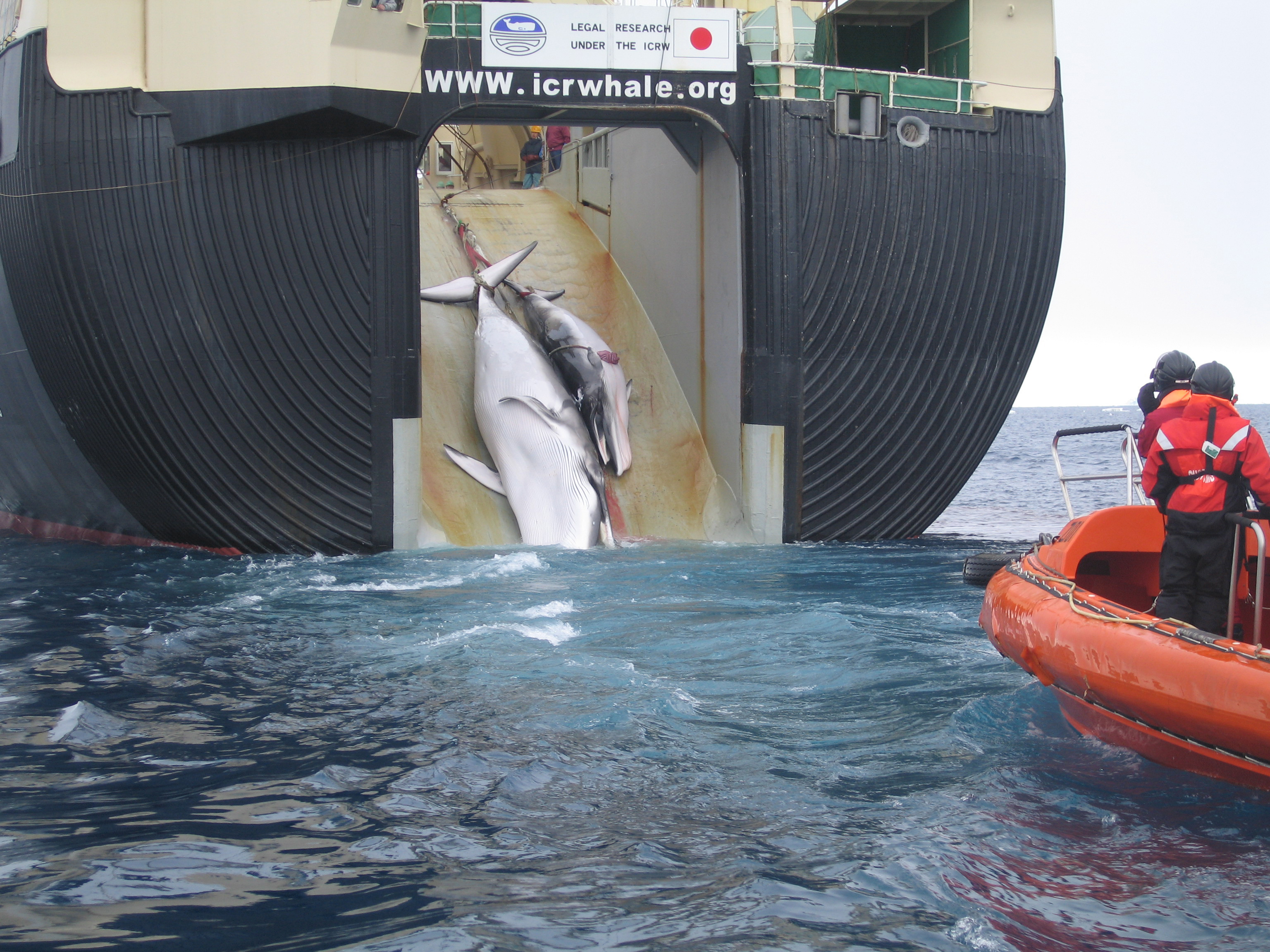
Tàu đánh bắt cá voi Nisshin Maru của Nhật đang kéo mẹ con cá voi Minke lên

ACCOBAMS ra đời năm 1996, chú trọng bảo vệ cá voi ở Địa Trung Hải và "duy trì trạng thái bảo tồn tốt đẹp" là hành động trực tiếp chống săn bắt cá voi, có 24 quốc gia tham gia hiệp định. ASCOBANS được thông qua cùng với ACCOBAMS để thiết lập một khu vực bảo vệ đặc biệt cho những loài cá voi đang ngày càng bị đe dọa ở châu Âu. Các nỗ lực chống săn bắt cá voi khác bao gồm đình chỉ (moratorium) mười năm tất cả hoạt động săn bắt của IWC năm 1986, và Công ước quốc tế về quy định đánh bắt cá voi dùng để kiểm soát việc đánh bắt cho thương mại, nghiên cứu và sinh kế.
Hiệp định Bảo tồn Hải cẩu biển Wadden được thi hành năm 1991, nghiêm cấm việc giết hại hay quấy nhiễu chúng, đặc biệt nhắm vào quần thể hải cẩu cảng biển.
Hiệp định Bảo tồn Gấu Bắc cực năm 1973 giữa Canada, Đan Mạch (Greenland), Na Uy (Svalbard), Hoa Kỳ và Liên Xô đưa ra quy định cấm săn bắt gấu trắng trái phép từ máy bay và tàu phá băng, cũng như bảo vệ nơi di cư, kiếm ăn và ngủ đông của chúng.
Các tổ chức phi chính phủ khác nhau tham gia vào hoạt động bảo tồn biển với những hoạt động như thu hút sự chú ý và hỗ trợ giải quyết vấn đề ô nhiễm, đánh bắt cá voi, đánh bắt không chủ đích,... Tổ chức tiêu biểu như Hòa bình xanh tập trung vào những vấn đề bao gồm đánh bắt quá mức và săn bắt cá voi, và Hiệp hội bảo tồn Sea Shepherd trực tiếp vạch trần các hoạt động bất hợp pháp.

### Làm thực phẩm

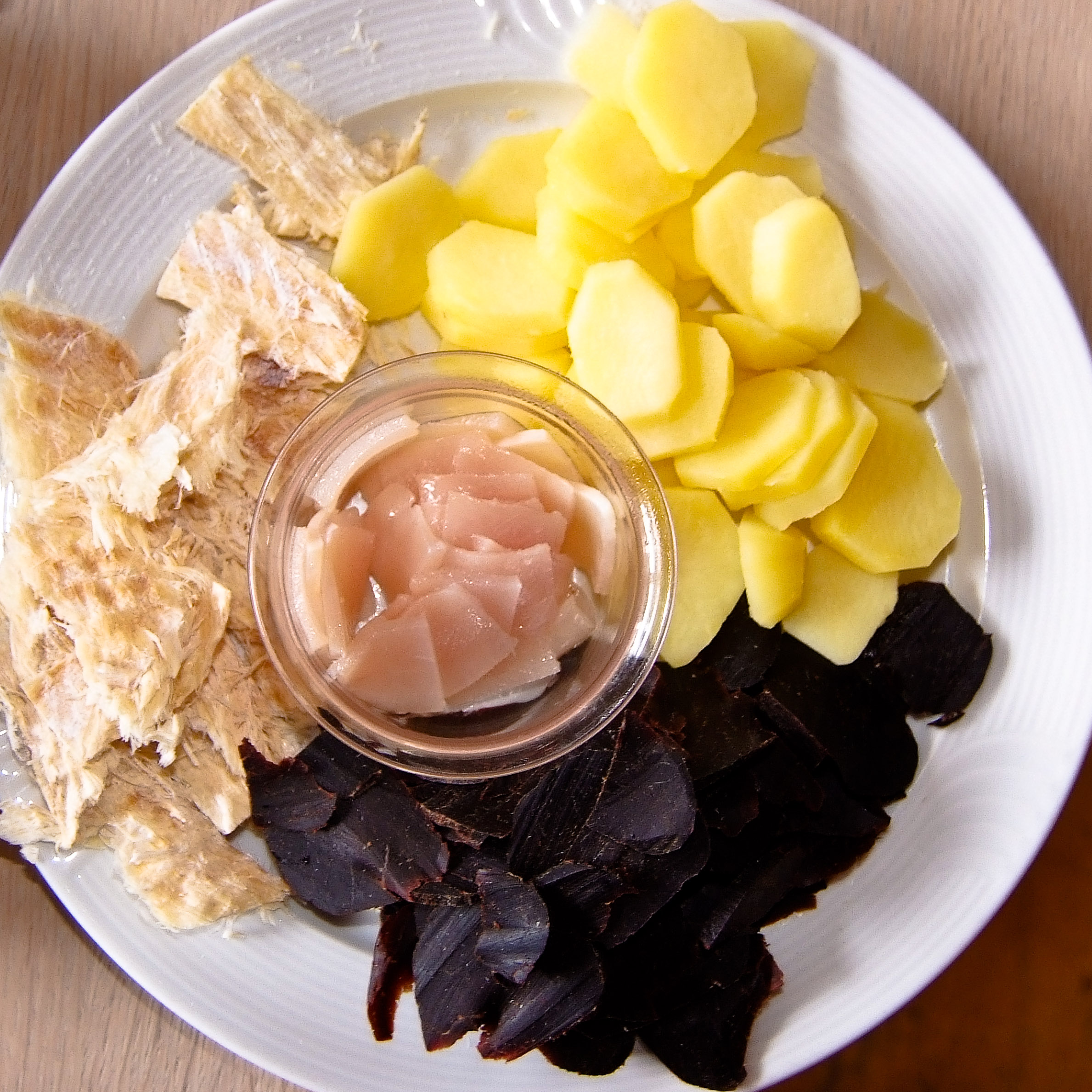
Thịt cá voi hoa tiêu (dưới), mỡ cá voi (giữa) và cá khô (trái) với khoai tây - quần đảo Faroe

Trong hàng nghìn năm, thổ dân Bắc Cực đã sống dựa vào nguồn thịt cá voi và thịt hải cẩu. Họ tổ chức săn bắt phi thương mại hợp pháp hai lần một năm vào vụ xuân và thu. Họ coi trọng da, mỡ (muktuk) thu hoạch từ cá voi đầu cong, cá voi trắng hoặc kỳ lân biển, ăn sống hoặc nấu chín. Hoạt động săn bắt cá voi bắt đầu trên quần đảo Faroe khoảng khi người Viking định cư trên đảo. Khoảng 1.000 cá voi đầu tròn vây dài bị giết hàng năm, chủ yếu vào hè. Ngày nay, chỉ một số ít quốc gia như Nhật Bản vẫn tiêu thụ thịt cá heo, hoặc như Peru gọi thịt cá heo là chancho marino (thịt lợn biển). Một số nơi như Taiji, Wakayama, Nhật Bản và quần đảo Faroe, thịt cá heo là món ăn truyền thống và thu được khi tổ chức đi săn bằng phóng lao.
Việc tiêu thụ thịt cá heo ở Nhật dấy lên nhiều lo ngại về sức khỏe sau khi xét nghiệm cho thấy trong đó chứa hàm lượng thủy ngân cao. Tuy chưa ghi nhận trường hợp ngộ độc thủy ngân nào do ăn thịt cá heo nhưng chính chủ vẫn tiếp tục giám sát những nơi tiêu thụ nhiều. Chính phủ Nhật khuyến cáo trẻ em và phụ nữ mang thai tránh thường xuyên ăn thịt cá heo. Trên quần đảo Faroe cũng có những lo ngại tương tự cho việc tiếp xúc với methyl thủy ngân và PCB do ăn thịt cá heo đối với phụ nữ mang thai dẫn đến trẻ sinh ra bị thiếu hụt tâm lý thần kinh.
Dân số quần đảo Faroe tiếp xúc với methyl thủy ngân phần lớn là từ thịt cá voi hoa tiêu bị nhiễm độc, hàm lượng rất cao khoảng 2 mg methyl thủy ngân/kg. Khảo sát khoảng 900 trẻ em Faroe cho thấy tiếp xúc với methyl thủy ngân giai đoạn tiền sản sẽ dẫn đến thiếu hụt tâm lý thần kinh khi lên 7 tuổi.— Tổ chức Y tế Thế giới

Hải cẩu đeo vòng từng là nguồn lương thực chính của người Inuit. Hiện nay người Nunavut vẫn coi đây là thực phẩm quan trọng và tiếp tục săn lấy thịt ở Alaska. Thịt hải cẩu là nguồn thực phẩm quan trọng đối với cộng đồng cư dân nhỏ ven biển. Phần mỡ hải cẩu được dùng chế biến dầu hải cẩu được bán ra giống như dầu cá. Năm 2001, 2% dầu hải cẩu thô của Canada được chế biến và bán tại tiệm thuốc ở Canada.

### Nuôi nhốt

#### Thủy cung
Các loại cá voi

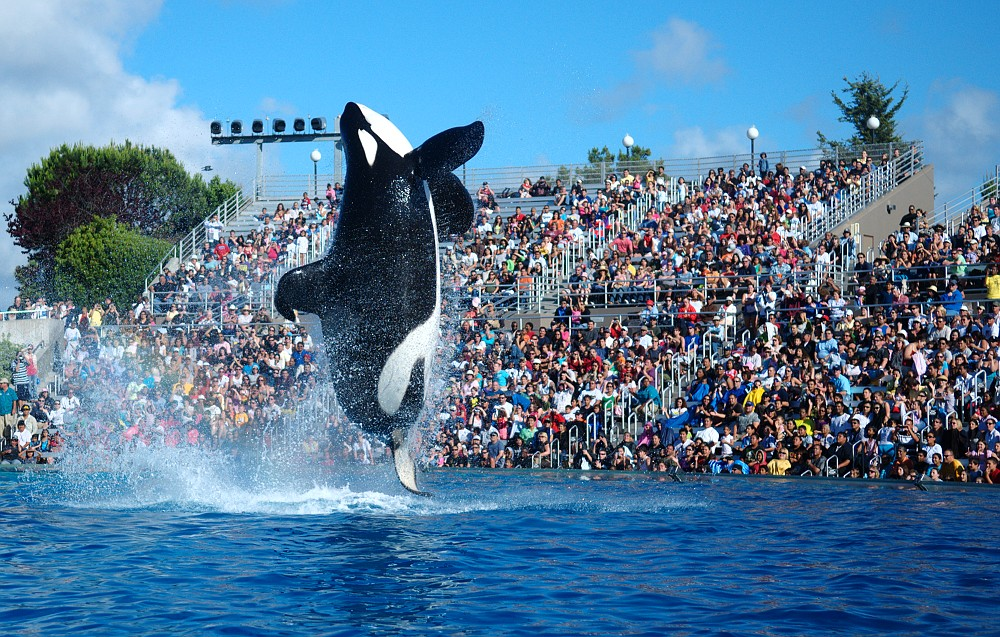
Biểu diễn cá voi sát thủ tại SeaWorld San Diego, 2009

Nhiều loài cá heo được nuôi nhốt. Những loài cá voi cỡ nhỏ không được nuôi trong các công viên giải trí và bể nuôi cá heo như SeaWorld. Cá heo mũi chai là loài cá heo phổ biến nhất được nuôi trong bể nuôi vì tương đối dễ huấn luyện và có tuổi thọ cao trong điều kiện nuôi nhốt. Trên khắp thế giới có đến hàng trăm cá thể cá heo mũi chai sống trong điều kiện nuôi nhốt, khó xác định được chính xác là bao nhiêu. "Nụ cười" trên mặt là điểm thu hút của cá heo giống như nét mặt chào đón thân thiện ở người. Nhưng thực ra, đó là do cá heo thiếu cơ mặt cũng như các biểu cảm trên mặt.
Các tổ chức như Hiệp hội Bảo vệ Động vật Thế giới và chiến dịch Bảo tồn cá voi và cá heo chống lại việc nuôi nhốt các loài cá voi, đặc biệt là cá voi sát thủ. Trong điều kiện nuôi nhốt, một số tình trạng bệnh lý gia tăng, như có đến 60–90% cá voi sát thủ đực bị xẹp vây lưng. Tuổi thọ những cá thể nuôi nhốt bị giảm đáng kể, trung bình được hơn 20 năm. Còn trong tự nhiên, những cá thể cái qua được giai đoạn sơ sinh có tuổi thọ trung bình 46 năm, một số hiếm lên tận70–80 năm. Những cá thể đực hoang dã qua được giai đoạn sơ sinh cũng có tuổi thọ trung bình 31 năm, một số đạt được đến 50–60 năm. Môi trường nuôi nhốt thường không giống ngoài, nhóm nuôi nhốt cũng khác xa quần thể trong tự nhiên. Đời sống nuôi nhốt cũng căng thẳng do phải biểu diễn, đây vốn không phải là hành vi của cá voi sát thủ hoang dã. Kích thước bể lại hạn chế. Cá voi sát thủ hoang dã có thể di chuyển lên đến 100 dặm (160 km) trong một ngày. Nhiều người chỉ trích rằng những con vật này quá to lớn và thông minh để nuôi nhốt. Những cá thể nuôi nhốt đôi khi hành động hung hăng đối với chính mình, cá thể cùng bể hoặc con người, những người chỉ trích cho rằng đó là kết quả của sự căng thẳng. Cá heo thường được huấn luyện để thực hiện một số hành vi giống người như đập đập vây tay hay hôn, đây là những hành vi mà cá heo hoang dã hiếm khi thực hiện.
Thú chân vây

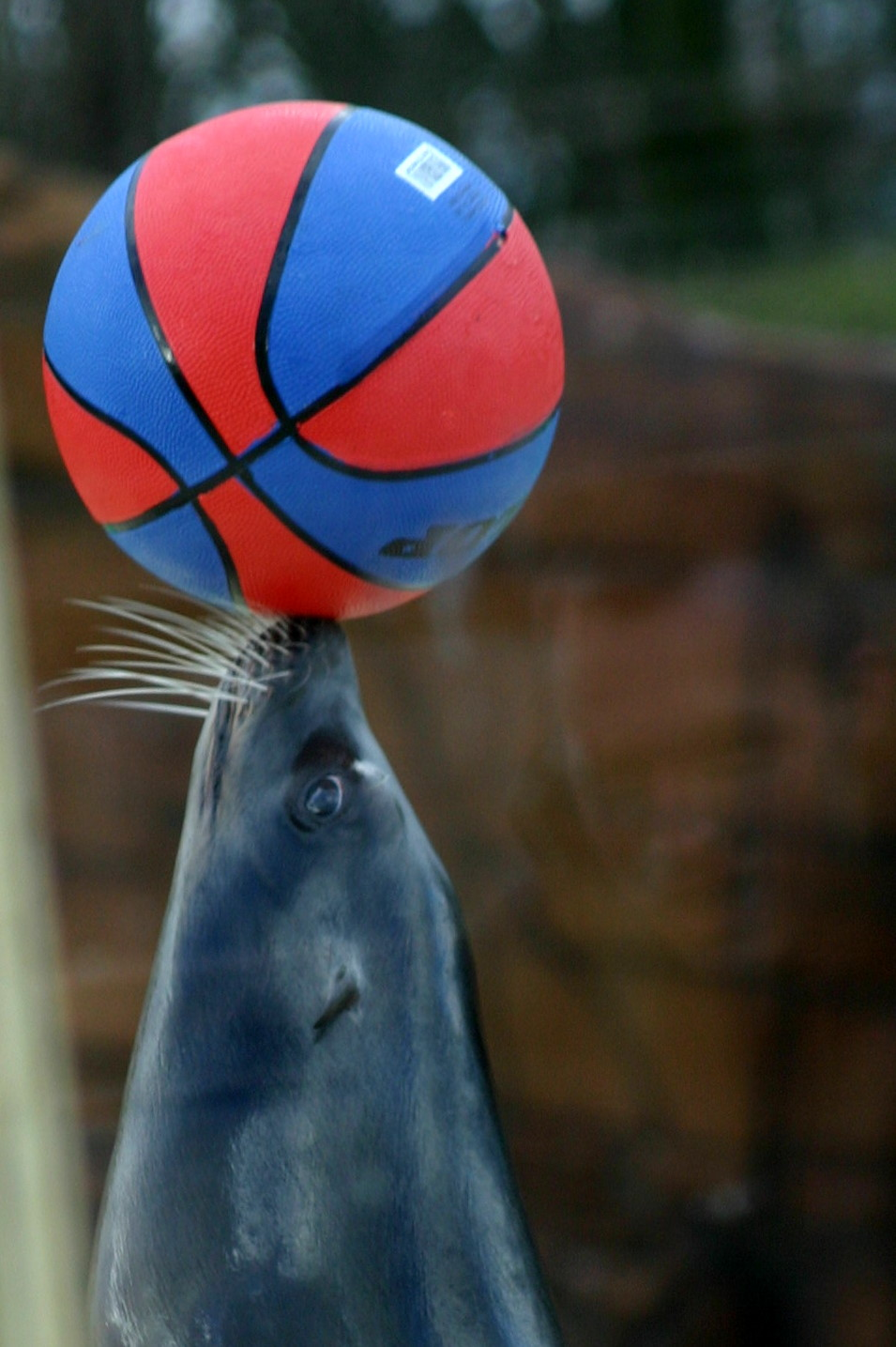
Sư tử biển được huấn luyện để giữ thăng bằng trái bóng trên mũi

Thú chân vây có kích thước lớn cùng vẻ ngộ nghĩnh đáng yêu rất thu hút khán giả. Loài nuôi nhốt phổ biến nhất là sư tử biển California vì số lượng nhiều và dễ huấn luyện. Chúng được dùng để mua vui cho du khách. Các loài thú chân vây khác được nuôi nhốt phổ biến gồm hải cẩu xám và hải cẩu cảng biển, những loài lớn hơn như hải hải mã và sư tử biển Steller thì ít phổ biến hơn. Thú chân vây thu hút nhiều khán giả vì đã được Disney hóa khiến chúng hiện lên với hình ảnh hài hước, vui nhộn và tò mò.
Một số tổ chức như Hiệp hội Nhân đạo Hoa Kỳ và Bảo vệ Động vật Thế giới phản đối việc nuôi nhốt thú chân vây và các loài thú biển khác. Họ tuyên bố rằng môi trường trưng bày không thể đủ lớn cho những loài động vật có tập tính di cư và một hồ bơi không bao giờ có thể thay được đại dương về kích thước cũng như đa dạng sinh học. Họ cũng phản đối việc sử dụng sư tử biển để giải trí, cho rằng chúng phải thực hiện các động tác là "sự cường điệu hành vi tự nhiên của chúng" và khiến khán giả quên mất môi trường sống tự nhiên của loài vật này.
Rái cá biển
Rái cá biển có thể sống tốt trong điều kiện nuôi nhốt và được nuôi trong hơn 40 thủy cung và vườn thú công cộng tại Hoa Kỳ. Thủy cung Seattle là nơi đầu tiên nuôi rái cá biển từ lúc thụ thai đến khi trưởng thành với cá thể Tichuk ra đời năm 1979, rồi thêm ba cá thể nữa đầu thập niên 1980. Năm 2007, một video YouTube về hai chú rái cá biển dễ thương nắm "tay" nhau đã thu hút 1,5 triệu lượt xem trong hai tuần và hơn 20 triệu lượt xem tính đến tháng 1 năm 2015. Được quay tại Thủy cung Vancouver, đây là video về động vật phổ biến nhất trên YouTube khi ấy, dù tất nhiên về sau phải nhường lại vị trí ấy cho các video khác. Rái cá thường được xem là loài có "cuộc sống gia đình hạnh phúc" nhưng đây chỉ là một đặc điểm đã bị nhân hóa.
Lợn biển
Cá thể lợn biển già nhất trong điều kiện nuôi nhốt được ghi nhận là Snooty tại Thủy cung Lợn biển Parker của Bảo tàng Nam Florida ở Bradenton, Florida. Sinh tại Miami Aquarium and Tackle Company ngày 21 tháng 7 năm 1948, Snooty là một trong những trường hợp lợn biển ra đời trong điều kiện nuôi nhốt đầu tiên được ghi nhận. Nó cũng sống cả đời trong điều kiện nuôi nhốt và qua đời ở tuổi 69. Lợn biển cũng được nuôi và trưng bày tại một vài vườn thú châu Âu như Tierpark ở Berlin, Nuremberg, ZooParc de Beauval ở Pháp và Thủy cung Genoa ở Ý. River Safari tại Singapore nuôi được bảy cá thể lợn biển.

#### Quân sự

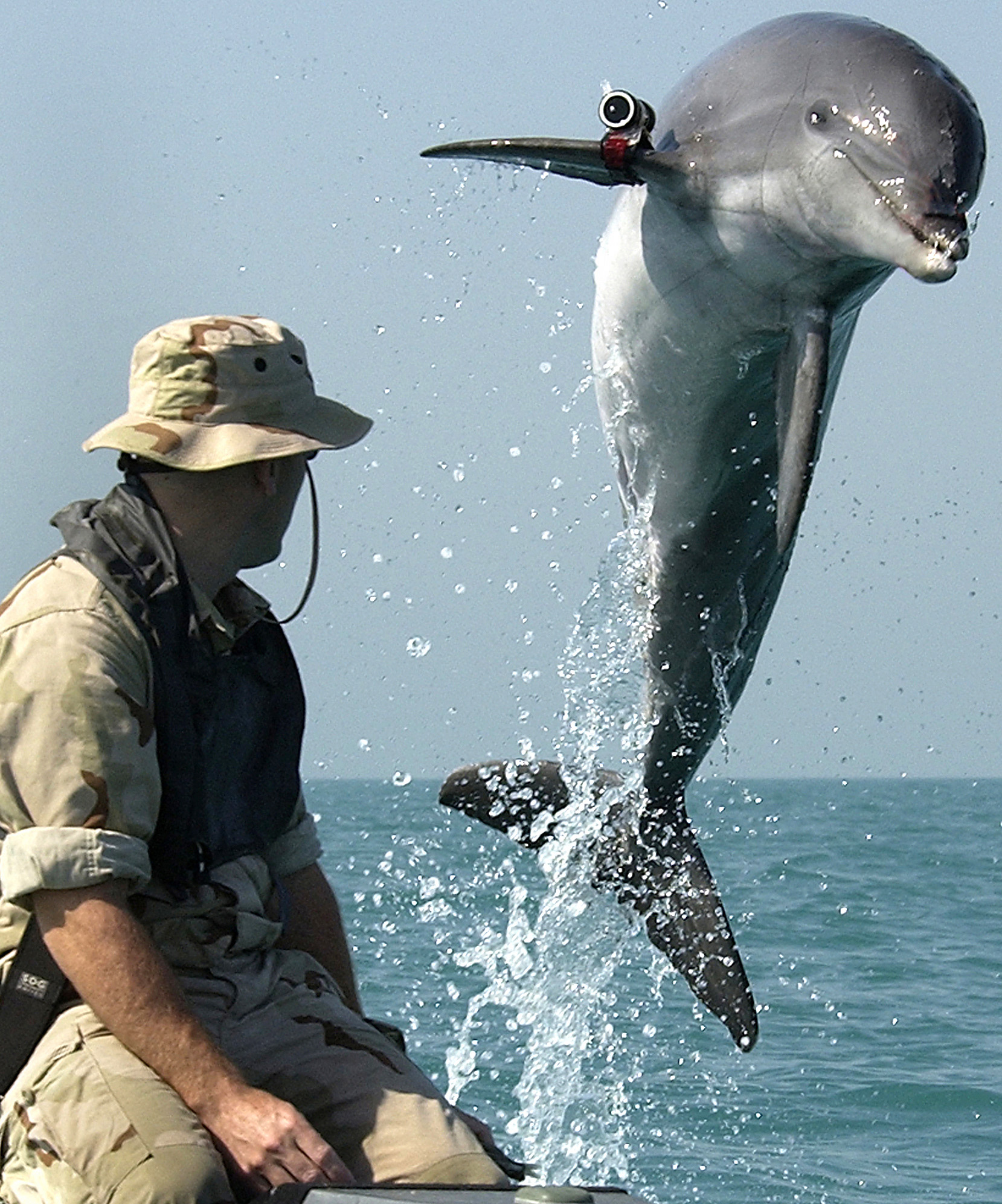
Cá heo đeo thiết bị định vị đang thực hiện nhiệm vụ rà thủy lôi trong Chiến tranh Iraq

Cá heo mũi chai và sư tử biển California được dùng trong Chương trình thú biển Hải quân Hoa Kỳ (tiếng Anh: United States Navy Marine Mammal Program - NMMP) để dò thủy lôi, bảo vệ tàu và thu hồi vật thể. Hải quân chưa bao giờ huấn luyện cá heo làm nhiệm vụ tấn công vì chúng không thể phân biệt được lính bên mình hay quân đối phương. Có năm đội thú biển, mỗi đội đảm trách một trong ba nhiệm vụ: MK4 (cá heo), MK5 (sư tử biển), MK6 (cá heo và sư tử biển), MK7 (cá heo) và MK8 (cá heo); MK là viết tắt của mark (dấu hiệu). Các heo có thể dùng sóng âm để phát hiện thủy lôi nên được huấn luyện nhận ra thủy lôi dưới đáy hoặc trong cột nước. Đội sư tử biển dùng để thu hồi thiết bị thử nghiệm như thủy lôi giả hoặc bom thả từ máy bay nằm ngoài khả năng của thợ lặn hoặc phải lặp đi lặp lại. MK6 bảo vệ cảng và tàu thuyền khỏi thợ lặn đối phương, xuất hiện trong Chiến tranh Vùng Vịnh và Chiến tranh Việt Nam. Cá heo sẽ bơi phía sau thợ lặn đối phương, gắn phao vào bình khí của họ để khi nổi lên sẽ báo động tới lính hải quân gần đó. Sư tử biển khóa tay kẻ thù và không cho họ phản công.
Ngay cả khi phù hợp chính sách Hải quân, việc sử dụng thú biển vẫn tiếp tục vấp phải phản đối. Chính sách cho biết chỉ tăng cường tích cực khi huấn luyện quân sự cho cá heo và chúng nhận tiêu chuẩn chăm sóc động vật đã được chấp nhận. Tranh cãi liên quan đến quá trình huấn luyện tạo ra những căng thăng, vì chúng có hoạt động khác với hành vi tự nhiên, đặc biệt là không gian huấn luyện hạn chế. Ngoài ra, cá heo còn bị rọ mõm và các chất ức chế khác ngăn cản chúng kiếm ăn khi đang thực thi nhiệm vụ. Hải quân tuyên bố làm vậy là để ngăn chúng ăn phải những vật có hại nhưng các nhà hoạt động bảo tồn nói rằng lại cho rằng điều này để giúp cho người huấn luyện có thể sử dụng hình thức thưởng phạt bằng thức ăn. Nhưng nhà hoạt động còn đề cập đến phương tiện vận chuyển, vì chúng được chở bằng tàu khô, hay chuyển bể nuôi và tiếp xúc với các cá thể mới là nguy hiểm vì chúng có đặc tính lãnh thổ.